# Geseke
Geseke ([ɡeːzəkə] ⓘ; früher auch Gesecke) ist eine Mittelstadt im Kreis Soest in Nordrhein-Westfalen. Die Stadt weist kontinuierliche Besiedlungsspuren seit dem Neolithikum auf. Im Mittelalter war sie über Jahrhunderte die wichtigste Grenzstadt des Herzogtums Westfalen, d. h. des Kölner Erzbischofs und Kurfürsten, gegenüber dem Erzbistum Paderborn. Geseke gehörte als sogenannte Beistadt von Soest der Hanse an und ist heute Mitglied im Hansebund der Neuzeit. Die Stadt war bis in das 19. Jahrhundert hinein landwirtschaftlich geprägt und erlebte durch die Eisenbahnanbindung, den Aufschwung der Zementindustrie und den Betrieb einer Eisengießerei die Zeit der Industrialisierung. Heute sind zwei Weltmarktführer und diverse mittelständische Betriebe vor Ort tätig.

## Geografie

### Geografische Lage
Geseke ist eine Stadt im Kreis Soest und liegt am Hellweg, der heutigen Bundesstraße 1. Weiter südlich bei Steinhausen liegt eine Autobahnanschlussstelle der A44 (Dortmund-Kassel). Im Süden grenzt die Stadt an das Sauerland und im Osten an das Paderborner Land. Bei Ahden befindet sich der nicht weit (ca. 10 km) von Geseke entfernte Flughafen Paderborn-Lippstadt.
Landschaftlich liegt Geseke in der Geseker Börde, die Teil der Hellwegbörde in der Westfälischen Bucht ist. Kleinräumig kann zwischen der nach Süden ansteigenden Abdachung der Haar sowie der flacheren Hellwegtalung nördlich des Hellweges unterschieden werden. Letztere geht nach Norden zu in die Obere Lippetalung über, die bereits zum Ostmünsterland zu rechnen ist. Im Südosten des Stadtgebietes reichen Ausläufer der Paderborner Hochfläche heran.

### Stadtgliederung

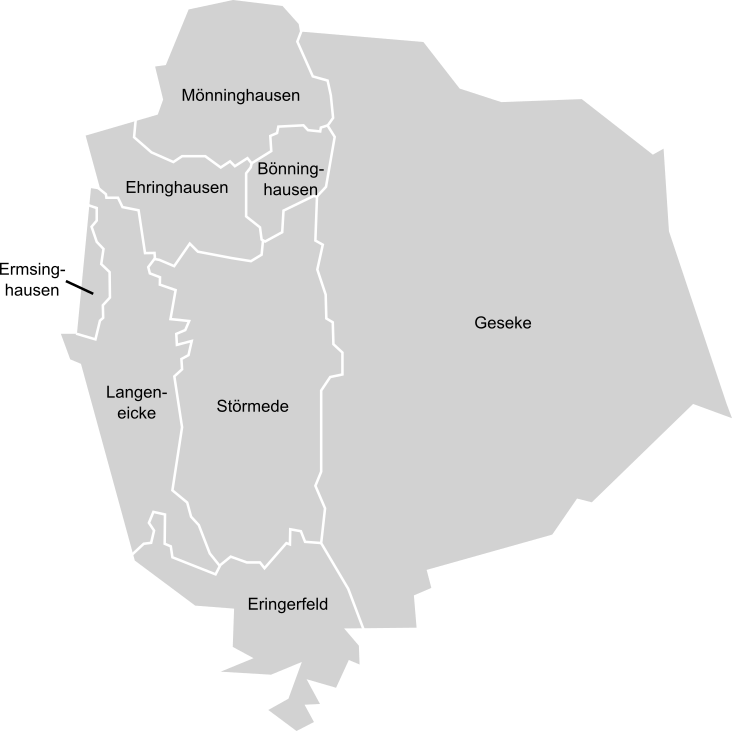
Ortsteile von Geseke

- Die namensgebenden Kernstadt hat 15.308 Einwohner inkl. Zweitwohnsitze (Stand: 30. Juni 2025, auch für alle anderen Angaben in diesem Abschnitt) und ist umschlossen vom Kreis Paderborn, nur im Westen hat die Stadt durch das eingemeindete ehemalige Amt Störmede eine Verbindung zum Kreis Soest.

- Störmede ist mit 2478 Einwohnern nach der Kernstadt der größte Stadtteil von Geseke und auch nur noch einen Kilometer von der Kernstadt getrennt, da in den letzten Jahren ein großes Neubaugebiet zwischen der Kernstadt und Störmede entstand.
- Ehringhausen liegt etwas weiter nördlich als Störmede und ist mit 1709 Einwohnern zweitgrößter Stadtteil,
- Langeneicke, westlich von Störmede, folgt mit 1159 Einwohnern an dritter Stelle und
- Mönninghausen mit 817 Einwohnern an vierter Stelle.
- Eringerfeld mit dem Barockschloss Eringerfeld hat heute 560 Einwohner.
- Bönninghausen und Ermsinghausen sind die kleinsten Stadtteile Gesekes mit 94 beziehungsweise 84 Einwohnern. Beide Stadtteile besitzen keine Straßennamen, stattdessen sind lediglich die Häuser nummeriert.

### Nachbargemeinden
| Lippstadt | Salzkotten | Salzkotten |
| Erwitte   | Windrose   | Salzkotten |
| Rüthen    | Büren      | Büren      |

Innerhalb des Kreises Soest liegen westlich die Städte Erwitte und Lippstadt. Im Süden grenzt Geseke an Rüthen. Im Kreis Paderborn grenzt Geseke im Nordosten an die Stadt Salzkotten und im Süden an die Stadt Büren. Insgesamt ragt die Stadt so in den Kreis Paderborn, dass sie von 3 Seiten (Norden, Osten und Süden) von diesem umrahmt wird.

### Geologie

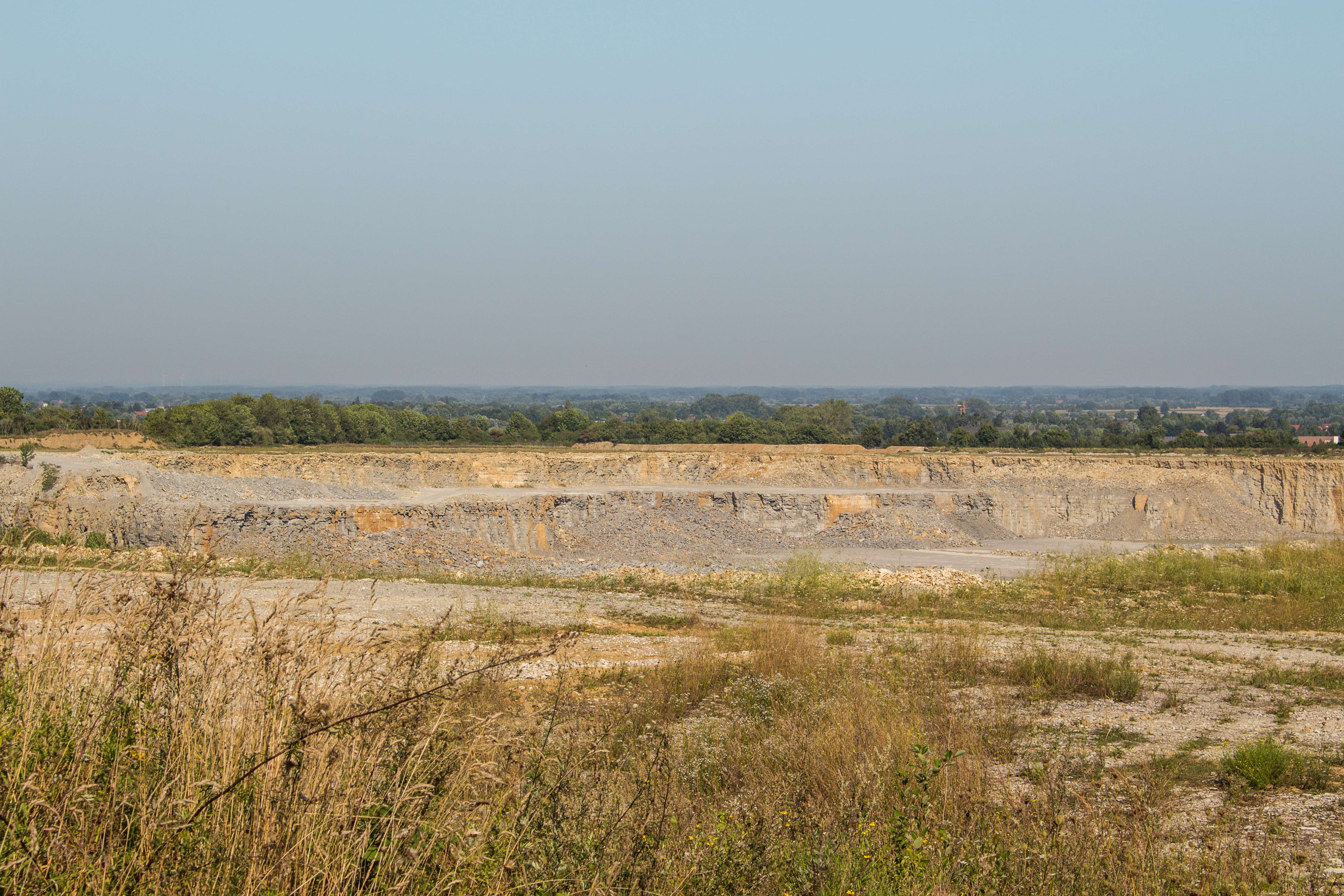
Steinbruch im Osten von Geseke

Die Entwicklung der Stadt Geseke wurde wesentlich durch die Kalksteinvorkommen und die Karstquellen am Hellweg beeinflusst.
Die längs der südöstlichen Umrandung des Münsterländer Kreide-Beckens im Bereich des Hellweges ausstreichenden Plänerkalksteine der Oberkreide bilden die Grundlage für eine ausgedehnte Zementindustrie im Raum Geseke. Seit ihrer Gründung gegen Ende des 19. Jahrhunderts hat sie sich unter wechselnden Besitzverhältnissen fortentwickelt und bis heute ihre große Bedeutung in diesem Raum behalten. Durch den Abbau der Kalksteine sind im Süden der Stadt zahlreiche Steinbrüche entstanden, die das Landschaftsbild prägen.
Die Gewässer im Stadtgebiet (Geseker Bach und die Zuflüsse Völmeder und Störmeder Bach) werden sämtlich aus den für den Hellweg typischen Karstquellen gespeist und empfangen damit das austretende Karstgrundwasser des Haarstranges und der Paderborner Hochfläche. Eine Besonderheit sind die zahlreichen Trockentäler oder Schledden im Verbreitungsgebiet der Kreide-Kalksteine südlich des Hellweges. Diese Täler führen nur zeitweise Wasser. Sie nehmen in der Hauptsache das Oberflächenwasser auf, das während der Schneeschmelze, bei Dauerregen oder starken Gewittern anfällt.

## Geschichte

### Vorschriftliche Geschichte
Die Hellwegregion ist bereits seit der Altsteinzeit bewohnt. Jedoch gibt es nur einen einzigen Kratzer, der als frühester Beleg für eine Besiedlung im Raum Geseke während des Mesolithikums, also der Zeit nach der letzten Kaltzeit, dienen kann.
Von jungsteinzeitlicher, also bereits bäuerlicher Besiedlung hingegen zeugen vielfältige Funde, insbesondere an der Elsinger Warte, sowie die Hügelgräber rund um Eringerfeld. Unter den Fundstücken befindet sich eine Reihe von Beil- oder Axtklingen. Aber auch einige Steingeräte aus langschmalen Klingen und eher breiten Abschlägen wurden aus Feuerstein angefertigt. Zu den ältesten Funden in Geseke selbst zählt ein Breitkeil, ein breitdreieckiges, im oberen Drittel durchbohrtes, gut 16 cm langes Stück aus Grauwacke, wie es typisch für die Rössener Kultur ist. Es wurde in Ehringhausen entdeckt und auf die Zeit um 4600 v. Chr. datiert.
In das jüngere Neolithikum wurde eine 12 cm lange, spitznackige Geröllbeilklinge mit rundovalem Querschnitt datiert (südwestlich von Langeneicke), dann ein weiteres Geröllovalbeil aus Quarzit mit breitem Nacken (nordwestlich der Elsinger Warte), schließlich eine spitznackige Beilklinge (westlich des Stadtkerns). Letzteres misst eine Länge von 13,2 cm, ist 5,2 cm breit und 2,7 cm dick. Sein Material stammt aus den Westalpen, genauer dem Abbaugebiet am Monviso. Diese Klingen gehörten bereits der Michelsberger Kultur an. Weitere Bezugsgebiete für Rohmaterialien waren das heutige Belgien und die südlichen Niederlande, aber auch Nordbayern. Aus dem Spät- und Endneolithikum stammen weitere Beilfunde. Geseke lag im Übergang zwischen der nördlichen Trichterbecherkultur und der hessischen Wartbergkultur.
Bei den Bronzefunden in der Region handelt es sich, wie fast überall in Westfalen, um importierte Stücke. Allerdings wurden Artefakte häufig wiederverwertet. Die im Raum Geseke entdeckten Stücke stammen aus der späten Bronzezeit. Es handelt sich um zwei Tüllenbeilklingen, die Anfang des 20. Jahrhunderts in einer Tongrube im Südosten der Geseker Gemarkung (an der Elsinger Warte oder südlicher) gefunden wurden; bei einem der beiden Klingen dürfte es sich um einen Import aus England handeln. Bei einem weiteren Stück, dessen Fundort sich nicht mehr ermitteln ließ, handelt es sich um eine Lappenbeilklinge. Aus dem Bereich der Flur „Engelpöten“ westlich der Osterschledde im Süden der Geseker Gemarkung stammt der bis dahin älteste Beleg auf Geseker Gebiet, ein noch 15,7 cm langes Fragment einer langschmalen Lanzenspitze, dessen Tülle abgebrochen ist.
Im Jahr 2014 wurde der noch fehlende Teil eines Bestattungsareals aus der Bronze- und Eisenzeit am Tudorfer Weg ausgegraben. Schon seit den Ausgrabungen im Jahr 1997 ist bekannt, dass es sich um den am längsten genutzten Friedhof der Stadt handelt. 73 Bestattungen auf einem Areal von etwa zwei Hektar sowie zahlreiche Beigabengefäße zeugen von rund einem Jahrtausend Bestattungen zwischen der Spätbronzezeit und der römischen Kaiserzeit unweit der Quellen des Völmeder und des Geseker Baches.
Anders als zur Bronzezeit, als Kupfer und Zinn, die Ausgangsmaterialien zur Herstellung von Bronze, von weit her importiert werden mussten, ließ sich Eisen im verhältnismäßig nahegelegenen Siegerland gewinnen. Ebenfalls bedeutend wurde die Salzgewinnung in Werl. Das nördliche Südwestfalen, zu dem auch Geseke gehört, sowie der Nordrand der Mittelgebirgsschwelle stellen zur Eisenzeit in Südwestfalen eine eigene kulturelle Einheit dar, dies mit Kulturbezügen zum Niederrhein, jedoch eher schwach ausgeprägten Bezügen zum keltisch beeinflussten Kulturkreis im Süden. Als wichtiger Beleg für die Beziehungen zum Niederrhein gilt eine kleine Silbermünze, ein Quinar, die 1937 in der Bachstraße unweit des Marktplatzes gefunden wurde. Dargestellt ist ein „tanzendes Männlein“, das diesem Münztyp den Namen gab. Die Geseker Münze gehört zum Typ des inzwischen eher hockenden Männchens, der Serie III (III A1-2). Damit datiert sie in die letzten Jahrzehnte vor der Zeitenwende. Kurz zuvor war die Münzprägung auf der hessischen Ringwallanlage Dünsberg eingestellt worden, die Geseker Münze war bereits am Niederrhein geprägt worden (Cichy et al., S. 59). Dieser Vorgang kann mit dem historisch belegten Umsiedlungsprozess der Ubier von der rechten auf die linke Rheinseite verbunden werden. Die Geseker Münzen entstanden überwiegend vor diesem Prozess. Möglicherweise fand auch hier ein analoger Abwanderungsprozess statt. Münzfunde deuten darauf hin, dass schon in römischer Zeit der spätere Hellweg als Handelsroute eine Rolle spielte. Die in Geseke hergestellte Keramik wurde entlang dieser Route gehandelt, wie Funde aus Welver-Scheidingen, Soest, Erwitte-Aspen oder Erwitte-Osthem belegen, doch fanden sich auch Artefakte in Beckum und sogar entlang des ca. 50 km entfernten Diemellaufs (Marsberg-Flessinghausen, Warburg-Ossendorf und -Daseburg). Daneben ist jedoch auch merowingische Drehscheibenware aus den Ortswüstungen Sapen, Glashem, Hocelhem, Osthem, Stalpe und Velmede bekannt. Diese Funde verweisen auf eine vorkarolingische Besiedlung des Umlandes.

### Franken, Ersterwähnung (833), Haolde, Übergang an Köln (1180)
Im sechsten und siebten Jahrhundert befand sich auf dem Gebiet des heutigen Gesekes eine frühmittelalterliche Siedlung. Bei Ausgrabungsarbeiten wurde 1973 ein fränkischer Töpferofen auf dem Stiftsgelände in der Innenstadt entdeckt, welche zu dieser Zeit von (Land-)Adeligen betrieben wurden. Der Ofen gilt daher als Zeichen dafür, dass die fränkische Siedlung im sächsischen Gebiet bereits lange vor der aus Quellen belegbaren karolingischen Eroberung existierte, deren weitgehender Abschluss im Jahr 799 (Treffen von Karl dem Großen und Papst Leo III. in Paderborn) gesehen wird.
Die erste schriftliche Erwähnung des Ortes Geseke findet sich in einer Schenkungsurkunde Ludwigs des Frommen aus dem Jahre 833. Graf Ricdag erhält darin 5 Hufen in „Geiske“. Damit wird zugleich ein karolingisches Königsgut in Geseke nachgewiesen. Weiterhin wurden auch Ampen als Anadopa und Schmerlecke als Ismerleke erwähnt. Aufgrund der räumlichen Nähe zu Schmerlecke (6 km) wird die Urkunde auch von und für Altengeseke beansprucht. Für Geseke als Urkundengegenstand spricht zum einen die Lage am Hellweg, wie sie für Ampen und Schmerlecke auch gegeben ist, zum anderen die Distanzen zwischen den Ortschaften Ampen und Schmerlecke (15 km) sowie zwischen Schmerlecke und Geseke (19 km). Ebenso ist die Schreibweise „Geiske“, die sich nicht mit späteren Schreibweisen von Altengeseke im 11./12. Jahrhundert in Einklang bringen lässt, ein weiteres Indiz für die Stadt Geseke. Des Weiteren sind nur in Geseke archäologische Beweise für eine Besiedlung im 9. Jahrhundert gegeben, in Altengeseke setzen die archäologischen Siedlungsnachweise erst im 11. Jahrhundert ein. Zudem wurde Ricdag 822 bereits in Bönninghausen aktiv, das nur wenige Kilometer vom Stadtkern Gesekes entfernt liegt.
Im Jahre 946 gründete die Familie der Haolde zu Ehren der heiligen Jungfrau und des heiligen Cyriakus ein Damenstift in Geseke. Sechs Jahre später bestätigte König Otto I. die Gründung und nahm das Damenstift unter seinen Schutz. Erste Äbtissin wurde Wichburg aus dem Geschlecht der Haolde. Die Bezeichnung Gesekes als „civitas“ und die Erwähnung einer Befestigung sind Anzeichen für die Bedeutung des Ortes.
Im Jahre 1011 erfolgte die Schenkung der umfangreichen Grafschaft Haolds II. an Bischof Meinwerk von Paderborn durch den späteren Kaiser Heinrich II. Damit wurde auch das Geseker Gebiet den Bischöfen von Paderborn unterstellt. Drei Jahre später wurde das Kanonissenstift an den Erzbischof von Köln übertragen.
1180 wurde der Sachsenherzog Heinrich der Löwe durch Kaiser Friedrich I. gestürzt und der Kölner Erzbischof mit dem Herzogtum Westfalen belehnt. Zu diesem gehörte auch die stadtähnliche Siedlung Geseke, die der wichtigste östliche Grenzort gegenüber dem Bistum Paderborn war.

### Die Stadtwerdung Gesekes (1217) und die Stadtentfaltung im Mittelalter
Der Kölner Erzbischof Engelbert I. erhob Geseke um 1217 zur Stadt. Als Stadtverfassung wurde das ursprünglich aus dem Soester Stadtrecht entwickelte Rüthener Stadtrecht übernommen. Wegen seiner Grenzfunktion gegenüber Paderborn und den damit verbundenen ständigen Unruhen, Übergriffen und Plünderungen wurde Geseke nach der Stadterhebung zu einer imposanten Festung ausgebaut, eine 3 km lange Mauer (2,50 bis 3,00 m hoch und 1,20 bis 1,50 m breit) mit zunächst 6 Toren (Ost-, Westtor, Steintor, Lüdisches Tor, Viehtor und Mühlentor – später dann das Neutor) und 9 Türmen wurde auf den alten Befestigungsanlagen angelegt. Nach außen dienten ein 5 bis 6 m tiefer Wallgraben und ein Hagen als Schutzvorrichtung. Zudem wurden in der Feldflur Landwehren angelegt. 1286 wurde erstmals ein Gograf mit Sitz in Geseke erwähnt; Zum Gerichtsbezirk Geseke gehörten die Ortschaften Störmede, Langeneicke, Ermsinghausen, Mönninghausen, Ehringhausen, Bönninghausen, Dedinghausen, Rixbeck und Esbeck. Die bisherige konfliktreiche gemeinsame Herrschaft von Köln und Paderborn wurde im Jahr 1294 durch einen Schiedsspruch beendet, durch den Geseke endgültig dem Kölner Territorium eingegliedert wurde. 1317 erfolgte eine Pfarrteilung in Geseke, die Stadtkirche und die Stiftskirche erhielten jeweils einen eigenen Pfarrbezirk. 1323 erteilte der Kölner Erzbischof Heinrich II. der Stadt das Privilegium de non evocando.
Der älteste Schnadgang Westfalens findet in Geseke statt. Schon 1326 werden Schnadbäume in der Stockheimer Bauerschaft erwähnt.
Der in Europa wütende schwarze Tod machte auch vor Geseke nicht halt, so gab es 1348 eine Pest-Epidemie in Geseke, der zahlreiche Bürger zum Opfer fielen.
1360 wurde die Stadt in vier Quartale beziehungsweise Hoven, in Osthove, Westhove, Nordhove und Mittelhove, eingeteilt, welche vor allem bei der Stadtverteidigung und bei der Wahl von Bürgermeister und Rat wichtige Funktionen wahrzunehmen hatten. Im Jahr 1374 wurde das Hospital zum Heiligen Geist gestiftet. Der erste schriftliche Beleg für die Mitgliedschaft Gesekes in der 1356 gegründeten Städtehanse stammt aus dem Jahr 1380. Die noch heute bestehende Geseker Schützenbruderschaft zu Ehren der Heiligen Fabian und Sebastian wurde 1412 erstmals erwähnt. Die Schützenbruderschaft trägt heute den Namen St. Sebastianus Schützenbruderschaft Geseke 1412.
Bei der Soester Fehde von 1444 bis 1449 stand Geseke auf der Seite des Kölner Kurfürsten Dietrich II. von Moers, während Lippstadt und Paderborn zu Soest hielten. Daraufhin überfielen Soester und Lippstädter 1445 die Stadt Geseke, dabei fielen acht Bürger der Stadt Geseke, unter ihnen auch der Bürgermeister Friedrich von der Borg. Als Folge dieses Überfalls schlossen Geseke, Rüthen, Büren und Salzkotten im Jahr 1446 ein Städtebündnis.
Um 1465 wurde der Maler Gert van Loon in Geseke geboren, zu dessen bedeutendsten Werken unter anderem die Fresken der Kirche in Verne, der Weltgerichtsaltar im Dom zu Paderborn, der Hörster Kreuzigungsaltar und der Kreuzigungsaltar im Mindener Dom gehören. Von 1469 bis 1480 war der Geseker Johann Ymmink Weihbischof in Paderborn, der von 1476 bis 1480 zudem das Amt des Generalvikars bekleidete.

### Geseke zwischen der Reformation und der napoleonischen Zeit

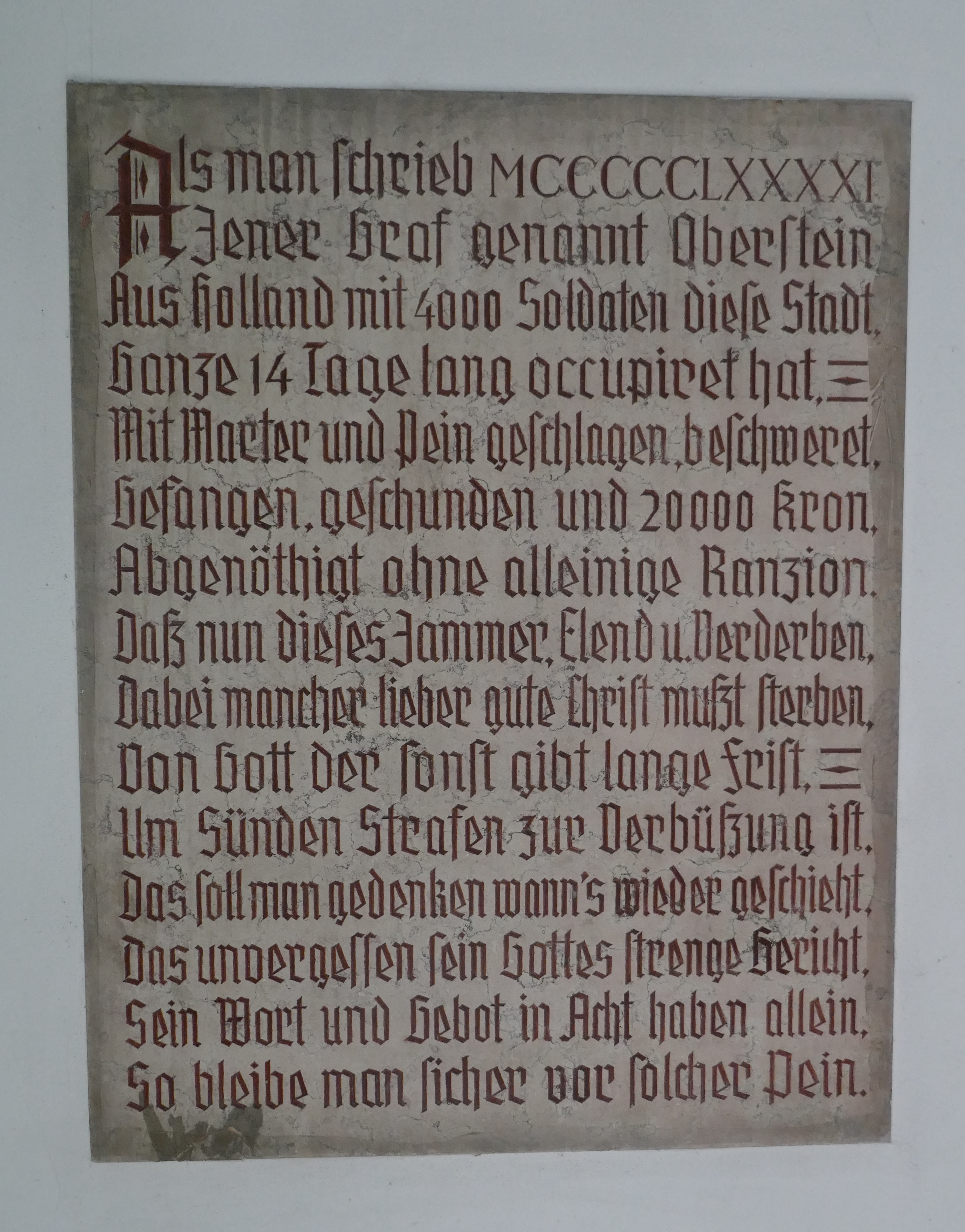
Gedenktafel an die Besetzung 1591 in der Stadtkirche

Im Zuge der Reformation wurde die lutherische Lehre erstmals im Jahr 1564 in Geseke verbreitet.
Unter dem neu gewählten Kölner Kurfürsten Ernst von Bayern wurde 1584 in Geseke ein Landtag abgehalten. Während der Truchsessischen Wirren wurde die Stadt 1591 durch staatliche Truppen unter dem Befehl des Grafen von Oberstein besetzt und musste ein hohes Kontributionsgeld zahlen. 1608 baute das Damenstift der Stadt die Stiftsschule (sogenannte Trivialschule). Zu einer erneuten Pestwelle in Geseke kam es im Jahr 1613, die ein weiteres Mal viele Opfer forderte.
Während des Dreißigjährigen Krieges (1618–1648) kämpfte Geseke im Jahr 1622 unter der Führung des Obersten Dietrich Ottmar von Erwitte erfolgreich gegen Herzog Christian von Braunschweig, der zuvor die Städte Paderborn, Soest und Lippstadt eingenommen hatte. Am 6. und 9. April 1622 griff er daraufhin Geseke erfolglos an, das erbitterten Widerstand leistete. Geseke blieb damals die einzige nicht eroberte Stadt Westfalens. Aus Dankbarkeit und als Erinnerung an dieses Ereignis findet noch heute an jedem dritten Sonntag nach Ostern eine Lobetagsprozession statt, die über die Wälle der Stadt zu den Stationen am Steintor, Lüdischen Tor und Viehtor führt. Im Jahr 1633 fiel Geseke nach achttägiger Belagerung in die Hände des Landgrafen Wilhelm von Hessen. Über dieses Ereignis berichtet der älteste Geschichtsschreiber der Stadt, Pater Jodocus Mattenklodt.
1633 wurde der Geseker Johann Krane zum Kaiserlichen Reichshofrat in Wien ernannt, der daraufhin 1648 als Bevollmächtigter des Kaisers entscheidend an den Verhandlungen zum „Westfälischen Frieden“ in Münster beteiligt war.
Eine dritte Pestwelle von 1635 bis 1636 dezimierte die Bevölkerung Gesekes stark. Im Jahr 1637 wurde in der Stadt ein Kloster der Franziskaner, das Franziskanerkloster Geseke gegründet. 1664 erfolgte der Bau des Handelshauses Dickmann. Im Jahr 1687 wurde das durch die Franziskaner geleitete Gymnasium Antonianum eröffnet, nachdem am 19. August 1686 der Kurfürst Maximilian Heinrich die Übernahme eines Gymnasiums von fünf Klassen genehmigt hatte; da Erbauung und Unterhaltung des Schulgebäudes aber Aufgabe der Stadt Geseke waren, hatte die Stadt nach der erteilten Genehmigung die Errichtung des Gymnasiums veranlasst, als dessen Namensgeber Antonius von Padua ausgewählt wurde.
Am 30. August 1689 ereignete sich in Geseke ein großer Stadtbrand, der fast ein Viertel der Stadt vernichtete. 1699 wütete die Rote Ruhr in Geseke und hatte in rund zwei Monaten insgesamt 130 Todesopfer zur Folge.

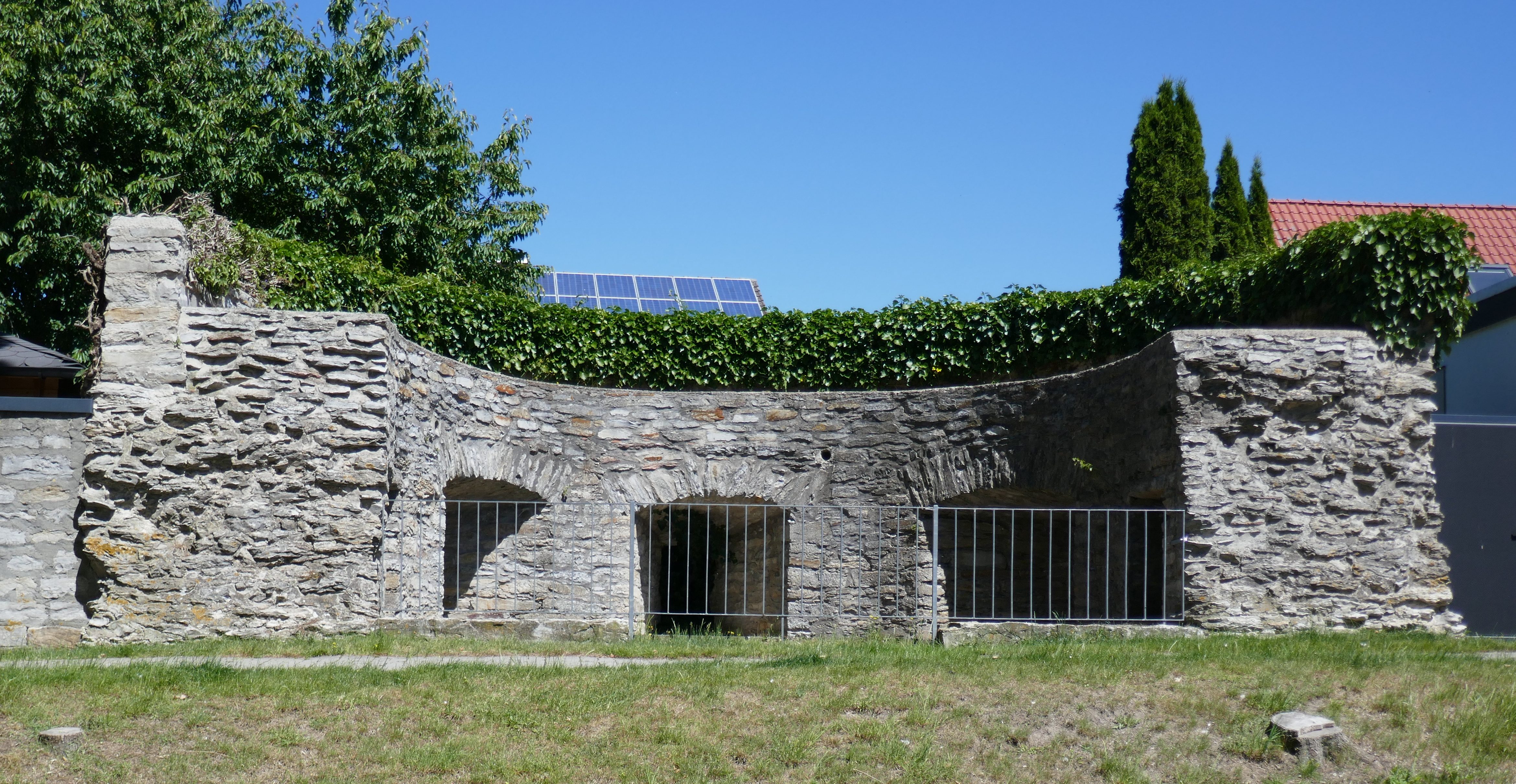
„Hexenturm“ an der Ostmauer

Die Hexenverfolgung in Geseke erstreckte sich über die Jahre 1604 bis 1712 in drei Prozessketten von 1618/1619, 1670/1671 und 1691. Akten sind nur über die Hexenprozesse 1618 und 1619 erhalten. Die Landstreicherin Adelheit Runte wurde 1618 Opfer. Insgesamt wurden mindestens von 54 Angeklagten 32 Personen hingerichtet (14 Frauen, 16 Männer und Kinder). Ein kulturhistorisch wertvolles Zeugnis aus der Zeit der Hexenprozesse ist der Pulverturm in der Ostmauer der Wallanlagen, auch „Hexenturm“ genannt, in dem der Überlieferung nach die Menschen gefangen gehalten wurden, die wegen angeblicher Hexerei angeklagt waren. Der Volksmund prägte den Begriff „Hexen-Geseke“. Einen Hinweis darauf, dass in Geseke in dieser Zeit übermäßig viele Hexenprozesse durchgeführt wurden, gibt es indes nicht.
Im Jahr 1705 wurde die Maria-Hilf-Kapelle geweiht. 1733 wurde der Abt des Klosters Abdinghof, der gebürtige Geseker Meinwerk Kaup, Weihbischof in Paderborn. Er hatte dieses Amt bis 1745 inne.
Nach der Aufhebung des Kurfürstentums Köln im Zuge der Säkularisation im Jahr 1802 unterstand mit dem Herzogtum Westfalen auch Geseke fortan dem Landgrafen von Hessen-Darmstadt. 1806 umfasste die Stadt 447 Häuser mit insgesamt 2741 Einwohnern, wovon 2593 Einwohner katholischen, 134 Einwohner jüdischen und 14 Personen lutherischen Glaubens waren.

### Geseke unter preußischer Herrschaft
1816 wurde Geseke preußisch und dem neugeschaffenen Kreis Lippstadt eingegliedert. Durch eine päpstliche Bulle wurde das kölnische Westfalen 1821 dem Bistum Paderborn überwiesen, wodurch Geseke dem Paderborner Bischof unterstellt wurde. Im Jahr 1823 wurde das Geseker Damenstift St. Cyriakus und 1834 das Franziskanerkloster aufgehoben. In den Räumen des ehemaligen Franziskanerklosters wurde 1841 die Provinzial-Pflegeanstalt, das spätere Landeskrankenhaus, eingerichtet. Mittlerweile ist das Landeskrankenhaus den Westfälischen Kliniken in Lippstadt-Benninghausen angegliedert. Im selben Jahr wurde das Amt Störmede gebildet, das aus den Dörfern Störmede, Langeneicke, Ehringhausen, Ermsinghausen, Eringerfeld, Esbeck, Rixbeck, Bökenförde, Dedinghausen, Bönninghausen und Mönninghausen bestand und dessen Verwaltung zunächst in Ehringhausen saß und später nach Störmede umzog.
Im Jahr 1850 wurde mit der Eisenbahnstrecke Hamm-Soest-Paderborn der Westfälischen Eisenbahn die Bahnstation Geseke in Betrieb genommen. 1854 erfolgte die Gründung der städtischen Sparkasse Geseke. Unter dem Titel „westfälischer Volksfreund“ erschien 1868 die erste Geseker Zeitung. Im selben Jahr wurde auch die erste städtische Straßenbeleuchtung aus Petroleumlampen installiert. Aus dem 1811 eingerichteten Viehmarkt, später auch Krammarkt, wurde 1870 der Gösselmarkt, welcher 1933 mit einer Kirmes verbunden und zu einem großen Volksfest wurde.
Im Jahr 1892 erschien die bis heute bestehende „Geseker Zeitung“ zum ersten Mal. Zwei Jahre später wurde die Freiwillige Feuerwehr Geseke gegründet. 1899 wurde die Bachstraße in der Innenstadt kanalisiert; bis zu diesem Zeitpunkt war die Straße ein offener Wassergraben. Daran erinnert noch heute die Quelle vor dem Krankenhaus, der sogenannte „Geseker Spring“.
Im Jahre 1900 erfolgte die Inbetriebnahme der Bahnstrecke Geseke–Büren als Verbindungsstrecke zwischen der Bahnstrecke Hamm–Warburg und der Almetalbahn, womit die Entwicklung der Zementindustrie gefördert wurde, die für Geseke lange Zeit der wichtigste Wirtschaftszweig war. Das städtische Elektrizitätswerk begann im selben Jahr mit der Stromerzeugung, die Straßenbeleuchtung wurde elektrifiziert. Ein Jahr später erfolgte der Anschluss an das Fernsprechnetz.
Im Jahr 1914 wurde nach zweijähriger Bauzeit das städtische Wasserwerk fertiggestellt und in Betrieb genommen. Zum Ende des Ersten Weltkrieges im Jahr 1918 zählte Geseke 6031 Einwohner.
1933 wurde in Geseke die erste evangelische Kirche gebaut.

### Nationalsozialistische Herrschaft und Zweiter Weltkrieg
Bereits 1933, kurz nach der Machtergreifung Hitlers, gab es erste Anfeindungen gegenüber den jüdischen Bürgern in Geseke. So wurden Flugblätter verteilt, die die Geseker Bevölkerung aufriefen, keinen Handel mit Juden zu betreiben. 1935 wurde, durch die in dieser Zeit starke Glorifizierung von Kriegsgefallenen bedingt, das Kriegerehrenmal am Rosenteich eingeweiht. Während der Novemberpogrome 1938 kam es auch in Geseke in der Nacht vom 9. zum 10. November zu Ausschreitungen gegenüber den jüdischen Familien, die in Geseke lebten. Die örtliche SS nahm in der Folge diese, wie vielerorts auch, in „Schutzhaft“ und brachte sie in der Geseker Synagoge unter. In den folgenden Jahren verließen die wenigen in Geseke lebenden Juden entweder die Stadt oder wurden in Konzentrationslager gebracht.
Während des Zweiten Weltkriegs blieb Geseke lange von Angriffen verschont, ehe in den Jahren 1944 bis 1945 mehrere schwere Bombenangriffe, unter anderem am 31. Mai 1944 auf das Stadtviertel mit dem Bahnhofsgelände sowie am 12. März 1945 auf einen voll besetzten Flüchtlingszug im Geseker Bahnhof, über 130 Todesopfer forderten. Am 1. April 1945 wurde die Stadt schließlich von Amerikanern besetzt.

### Nachkriegszeit
Nach dem Krieg stieg die Einwohnerzahl durch den Zustrom von Flüchtlingen und Vertriebenen von 7341 Einwohnern im Jahre 1938 auf 9728 Einwohner im Jahr 1946. In den Jahren 1948 bis 1952 entstand die Siedlung „Auf den Strickern“ im Westen der Stadt, um den weiter steigenden Einwohnerzahlen gerecht zu werden. Das Bevölkerungswachstum machte auch eine weitere katholische Gemeinde in der Stadt nötig, daher erfolgte 1954 die Grundsteinlegung der katholischen Marienkirche im Süden der Stadt, die daraufhin am 17. November 1957 geweiht wurde.
Aufgrund des in den sechziger Jahren immer weiter anwachsenden Individualverkehrs wurde die Südumgehung der Bundesstraße 1 um die Innenstadt gebaut, um den engen Hellweg mit seiner historischen Gebäudesubstanz vom Durchgangsverkehr zu entlasten. Die Umgehung wurde 1965 eingeweiht.
1968 gewann die Gesekerin Ingrid Becker bei den Olympischen Spielen in Mexiko die Goldmedaille im Fünfkampf.

### Weitere Entwicklung
Zum 31. Dezember 1974 hatte die Stadt Geseke 13.239 Einwohner. Im Zuge der Gebietsreform wurde das Amt Störmede mit den Ortschaften Störmede, Ehringhausen, Ermsinghausen, Eringerfeld, Bönninghausen, Mönninghausen und Langeneicke zum Jahr 1975 mit der Stadt Geseke verbunden und dem neugebildeten Kreis Soest zugeordnet; am 1. Januar 1975 hatte die neue Gesamtstadt insgesamt 19.940 Einwohner.
Am 5. Mai 1978 unterzeichneten die Stadt Geseke und die französische Stadt Loos eine Städtepartnerschaft. Die Freundschaftsurkunde hatte nachstehenden Wortlaut:

„Wir, Bürgermeister von Loos und Bürgermeister von Geseke, geloben im Einvernehmen mit unseren Bürgern dauernde Freundschaft zwischen unseren Städten. Sie soll durch ständige und rege Kontakte auf möglichst vielen Ebenen mit Leben erfüllt werden. Wir sind gewiss, dass diese Freundschaft sowohl einem Herzensanliegen unserer Bürger entspricht als auch zur politisch notwendigen Zusammenarbeit zwischen dem französischen und dem deutschen Volk beiträgt. Möge sie letztlich einmünden in das friedliche Zusammenleben aller Völker, vereint durch die Sprache des Herzens.“

Am 25. Juni 1983 unterzeichnete Geseke nach über dreihundert Jahren nach dem Untergang der Hanse zusammen mit 19 anderen ehemaligen Hansestädten die Gründungsurkunde des Westfälischen Hansebundes. Im Jahr 1985 wurden Geseke und seine französische Partnerstadt Loos in Paris mit dem Friedenspreis für deutsch-französische Freundschaft ausgezeichnet.
Im selben Jahr wurden in der südlichen Feldmark bei Ausgrabungen Grundmauern der aus dem 13. Jahrhundert stammenden Wüstung Elsinghausen freigelegt, was Wissenschaftler als einen Fund von überregionaler Bedeutung einstuften.
1994 bekam die Stadt Geseke den Bundespreis (Bronzemedaille) für vorbildliche Integration von Aussiedlern verliehen.
Am 22. September 1996 wurde der gebürtige Geseker Reinhard Marx im Alter von 43 Jahren im Dom zu Paderborn zum Bischof geweiht, der damit der jüngste Bischof Deutschlands wurde. Nach Bischof Johannes Ymminck (1469–1493) und Meinwerk Kaup (1733–1745) ist er der dritte Geseker im Amt des Weihbischofs in Paderborn. 2002 wurde Marx als neuer Bischof des Bistums Trier und 2008 als neuer Erzbischof von München und Freising eingeführt, im Jahr 2010 wurde er von Papst Benedikt XVI. als Kardinalpriester mit der Titelkirche San Corbiniano in das Kardinalskollegium aufgenommen.
Die Einwohnerzahl Gesekes (einschließlich der Stadtteile) überschritt 1998 erstmals die Grenze von 20.000 Einwohnern, insgesamt waren im Jahr 1998 20.097 Einwohner in der Stadt registriert.

### Eingemeindungen
Bei der Gebietsreform zum 1. Januar 1975 wurden Geseke und das damalige Amt Störmede auf Grundlage des „Gesetzes zur Neugliederung der Gemeinden und Kreise des Neugliederungsraumes Münster/Hamm“ vom 9. Juli 1974 zur neuen Stadt Geseke zusammengelegt. Damit kommen mit dem ehemaligen Amt Störmede die Stadtteile Störmede, Ehringhausen, Langeneicke, Mönninghausen, Bönninghausen, Eringerfeld und Ermsinghausen zur Kernstadt hinzu. Die Dörfer Esbeck, Rixbeck, Bökenförde und Dedinghausen, die ebenfalls zum Amt Störmede gehören, werden in die Stadt Lippstadt eingegliedert.

### Einwohnerentwicklung

Einwohnerentwicklung von 1806 bis 2016 als Diagramm

Die folgende Übersicht zeigt die Einwohnerzahlen nach dem jeweiligen Gebietsstand. Dabei handelt es sich um Volkszählungsergebnisse oder amtliche Fortschreibungen des Statistischen Landesamtes. Die Angaben beziehen sich ab 1871 auf die „Ortsanwesende Bevölkerung“, ab 1925 auf die Wohnbevölkerung und seit 1987 auf die „Bevölkerung am Ort der Hauptwohnung“. Vor 1871 wurde die Einwohnerzahl nach uneinheitlichen Erhebungsverfahren ermittelt. Ab 1975 umfasst die Einwohnerzahl das ehemalige Amt Geseke und das ehemalige Amt Störmede in der durch die Gebietsreform entstandenen Stadt Geseke.
| Jahr | Einwohner |
| ---- | --------- |
| 1806 | 02.447    |
| 1918 | 06.031    |
| 1938 | 07.341    |
| 1946 | 09.728    |
| 1961 | 11.358    |
| 1970 | 13.239    |
| 1974 | 13.393    |
| 1975 | 19.940    |
| 1990 | 17.733    |
| 1995 | 19.170    |

| Jahr | Einwohner |
| ---- | --------- |
| 2000 | 19.976    |
| 2004 | 20.573    |
| 2005 | 20.640    |
| 2006 | 20.656    |
| 2007 | 20.810    |
| 2008 | 20.810    |
| 2009 | 20.713    |
| 2010 | 20.755    |
| 2011 | 20.700    |
| 2012 | 20.588    |

| Jahr | Einwohner |
| ---- | --------- |
| 2013 | 20.511    |
| 2014 | 20.612    |
| 2015 | 21.070    |
| 2016 | 21.129    |
| 2017 | 21.183    |

Die in der Statistik im Jahr 1975 angegebene Einwohnerzahl von 19.940 ergab sich aus den gemeldeten Internatsschüler in Eringerfeld. Am 31. Dezember 2005 waren 22,1 % der Einwohner 0 bis 18 Jahre, 13,0 % 18 bis 30 und 47,7 % 30 bis 65 Jahre alt. 17,2 % waren älter als 65 Jahre. Der Anteil ausländischer Einwohner betrug 4,9 %. Die Arbeitslosenquote lag bei 10,2 %.

## Politik

### Stadtrat
Dem Stadtrat gehören seit der Kommunalwahl im Jahr 2020 die CDU mit 18 Sitzen (2014: 18), die SPD mit 6 Sitzen (2014: 10), die FDP mit 2 Sitzen (2014: 3), die Bürgergemeinschaft mit 5 Sitzen (2014: 5) und die Bündnis 90/Die Grünen mit 5 Sitzen (2014: 0) an, sodass der Stadtrat insgesamt 36 Mitglieder umfasst. Die Grünen waren in den drei vorhergehenden Kommunalwahlen in Geseke nicht angetreten.

### Parteien
In Geseke sind die CDU (Stadtverbandsvorsitzender Josef Hanebrink, Fraktionsvorsitzender Thomas Kersting), die SPD (Ortsvereinsvorsitzender Dennis Gehlen, Fraktionsvorsitzender Franz Harrenkamp), die FDP (Ortsverbandsvorsitzender Joey Fleck, Fraktionsvorsitzender Alexander Arens) und die Bürgergemeinschaft Geseke (Vereinsvorsitzender Jochen Bigge, Fraktionsvorsitzender Joschi Kleine) vertreten. Der Geseker Ortsverband der Partei Bündnis 90/Die Grünen (OV-Vorsitzende Mandy Beck und Franz Josef Schmidt) wurde am 15. Januar 2020 neu gegründet. Eine lokale Gruppe der Linken ist in Gründung.

### Bürgermeister
- erwähnt 1560: Heinrich Röer; er nahm am 11. Juni 1560 als Schiedsfreund an einer Verhandlung wegen strittiger Nutzung von Grundstücken teil.[18]

Von 1800 bis 1810 werden als Bürgermeister genannt: Christoph Hillenkamp, Laurentius Anton Reen, Ludwig Siebeneicher und Casper Wilhelm Hillenkamp.
- 1811–1824: Conrad Dunker
- 1824–1827: Wilhelm Brauns
- 1827–1837: Heinrich Schroeder
- 1837–1849: Werner Pieper
- 1849–1856: Josef Ignatz Rielander
- 1856–1876: Friedrich Frettlöh
- 1876–1892: Cäsar Frettlöh
- 1892–1910: Franz Flamm
- 1910–1919: August Dissen
- 1920–1932: Franz Boßler
- 1932–1937: Aloys Feldmann (bis 1933: Zentrum)
- 1938–1944: Erich Reckhard (NSDAP)
- 1945:–0000 Franz Kayser (von der Militärregierung eingesetzt)
- 1945–1954: Aloys Feldmann (CDU)[19]
- 1954–1972: August Wiehe (CDU)
- 1972–1974: Willi Heinrichsmeier (CDU)

Am 1. Januar 1975 wurde Geseke mit sieben angrenzenden Ortschaften zu einer neuen Stadt gegliedert.
- 1975–1989: Willi Heinrichsmeier (CDU)
- 1989–1994: Helmut Hohmann (SPD)
- 1995–2014: Franz Holtgrewe (CDU) als hauptamtlicher Bürgermeister
- seit 2014: Remco van der Velden (CDU) als hauptamtlicher Bürgermeister

### Wappen

Wappen von 1902

Das aktuelle Wappen der Stadt Geseke wurde am 17. August 1977 genehmigt. Vorher hatte die Stadt ein Wappen mit einem silbernen Kreuz, welches am 16. November 1902 genehmigt wurde. Das silberne Kreuz wurde bereits seit dem frühen Mittelalter auf Siegeln verwendet, die älteste bekannte Benutzung datiert auf das Jahr 1237. Das Kreuz ist vom Wappen Kurkölns, dem Kurkölnischen Kreuz, abgeleitet, einem schwarzen Kreuz auf silbernen Grund. Das Kreuz wurde um 1700 erstmals als offizielles Stadtwappen genutzt.
Das Wagenrad wurde als Zeichen des Amtes Störmede in das Wappen aufgenommen, welches im Rahmen der Gebietsreform mit der Stadt Geseke vereint wurde.

### Städtepartnerschaft
Geseke pflegt seit 1978 eine Partnerschaft zu der Stadt Loos in Nordfrankreich, die sich in unmittelbarer Nähe der Stadt Lille befindet.
Im Jahre 1983 war Geseke einer der Mitbegründer des neuen Westfälischen Hansebundes.

### Bürgerentscheide 2019
Zum Europawahltermin 2019 fanden in Geseke zwei Bürgerentscheide statt, die erstmals in Nordrhein-Westfalen eine Stichfrage gem. § 26 (7) GO NW notwendig machte. Der Stadtrat entschied im Dezember 2018 den Marktplatz gemäß den seit 2016 ausgearbeiteten Plänen auszubauen und beauftragte die Verwaltung mit der Vorbereitung eines „konfimativen Ratsbürgerentscheid[es]“, also einer Abstimmung der Bürgerinnen und Bürger über den Ratsbeschluss. Hiergegen wendete sich der Brunnenverein Geseke e. V., da die städtischen Pläne das vom Verein initiierte Wasserspiel auf dem Marktplatz („Marktbrunnen“) nicht mehr vorsahen. Stattdessen gab es Vorschläge, das Wasserspiel zu versetzen. Der Brunnenverein initiierte daher ein Bürgerbegehren mit dem Ziel, den Brunnen in der aktuellen Form und am aktuellen Standort zu belassen, dem der Rat der Stadt Geseke zu Beginn des Jahres 2019 nicht entsprach. Da sich nunmehr der Ratsbürgerentscheid (Marktplatzumbau ohne Brunnen) und Bürgerentscheid (Erhalt des Brunnens) inhaltlich widersprachen, bedurfte es einer Stichfrage gem. § 26 Abs. 7 GO NRW, deren Ergebnis regelt, welcher Entscheid gelten soll, wenn beide Entscheide mehrheitlich und mit dem erforderlichen Quorum mit „Ja“ beantwortet werden. Die Ergebnisse waren wie folgt: Marktplatzumbau: 68,69 % Ja zu 31,31 % Nein, Brunnenstandort: 51,75 % Ja zu 48,25 % Nein, so dass die Stichfrage entscheiden musste. Diese ergab: 57,70 % „Umbau“ zu 42,30 % „Brunnen“, bei einer Wahlbeteiligung von 52,77 %.

## Kultur und Sehenswürdigkeiten

### Theater, Musik, Kabarett, Comedy
Die Aula des Gymnasiums Antonianum wird für größere musikalische Veranstaltungen und Theateraufführungen genutzt. Durchgeführt werden die meisten Veranstaltungen in der Aula durch den Städtischen Kulturverein Geseke e. V.

### Museen

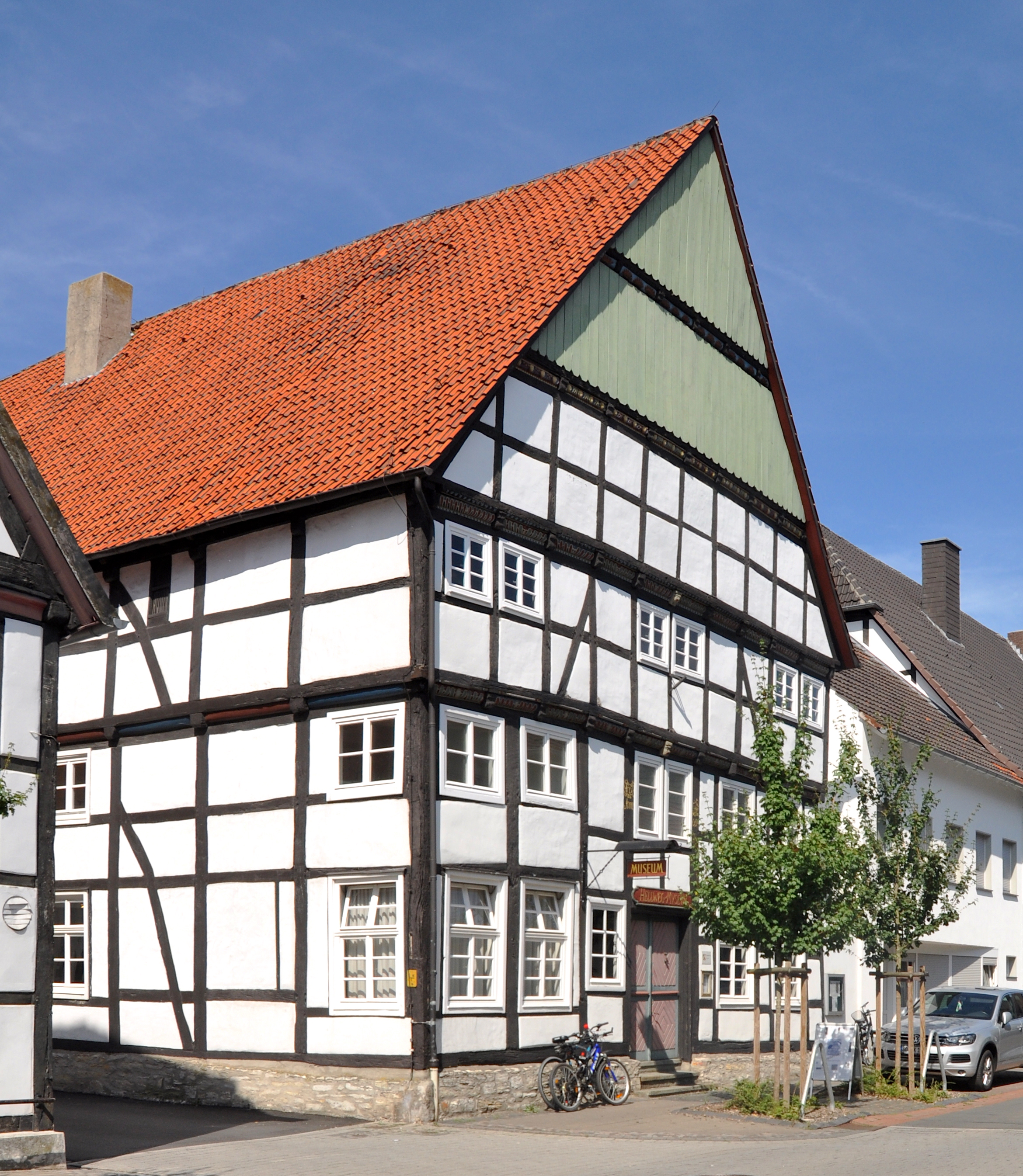
Hellweg-Museum

Geseke besitzt mit dem Hellweg-Museum ein Heimatmuseum im Haus Dickmann, einem barocken Dielenhaus in Vierständerbauweise am Hellweg, Gesekes wichtigster Straße im Mittelalter. Neben einer geologischen und vorgeschichtlichen Sammlung sowie den obligatorischen Exponaten eines Heimatmuseums (Schlösser der Stadttore, Stadtansichten etc.) verfügt das Hellweg-Museum über eine volkskundliche Sammlung und eine Sammlung mittelalterlicher Fibeln.

### Bauwerke

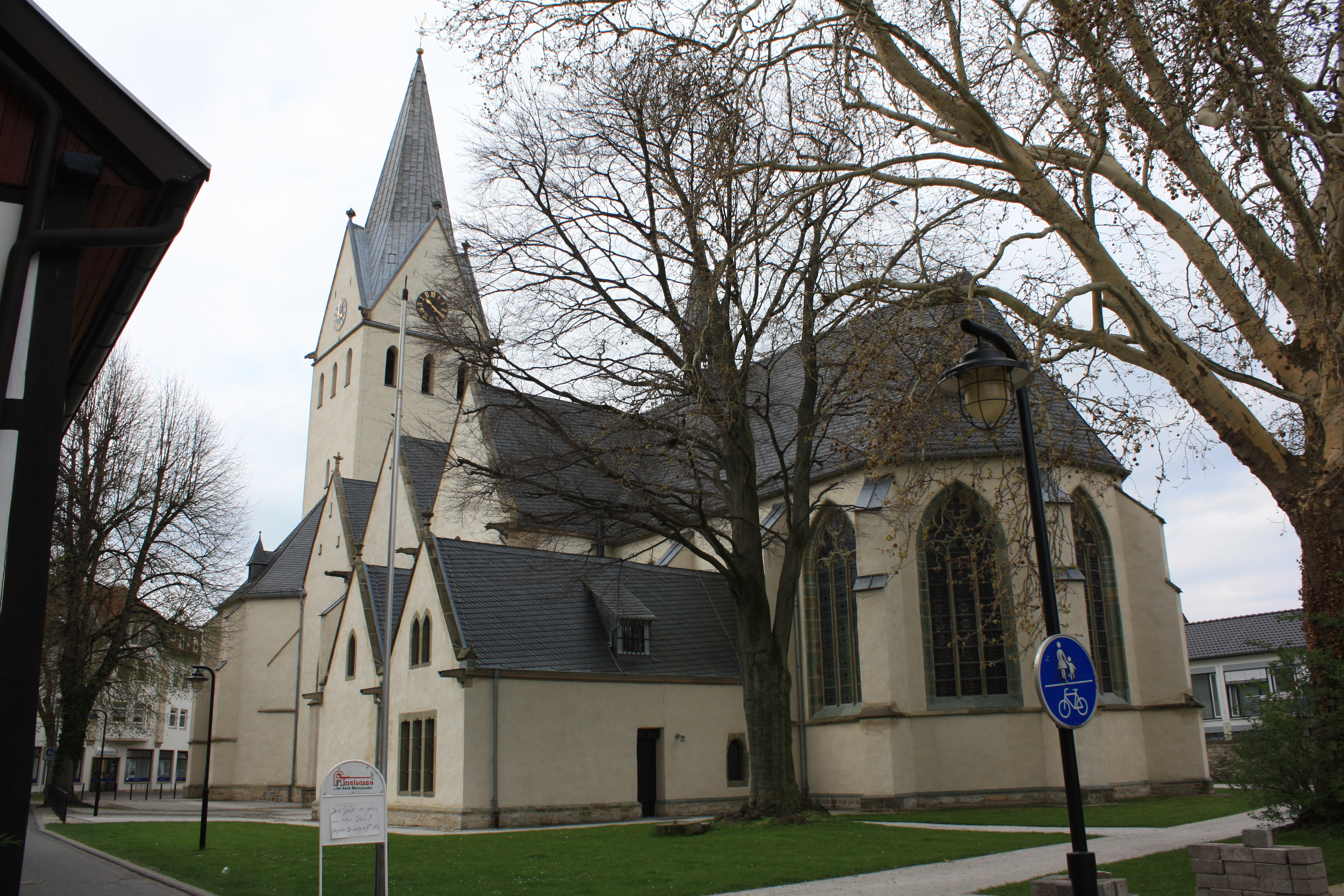
Stadtkirche St. Petri

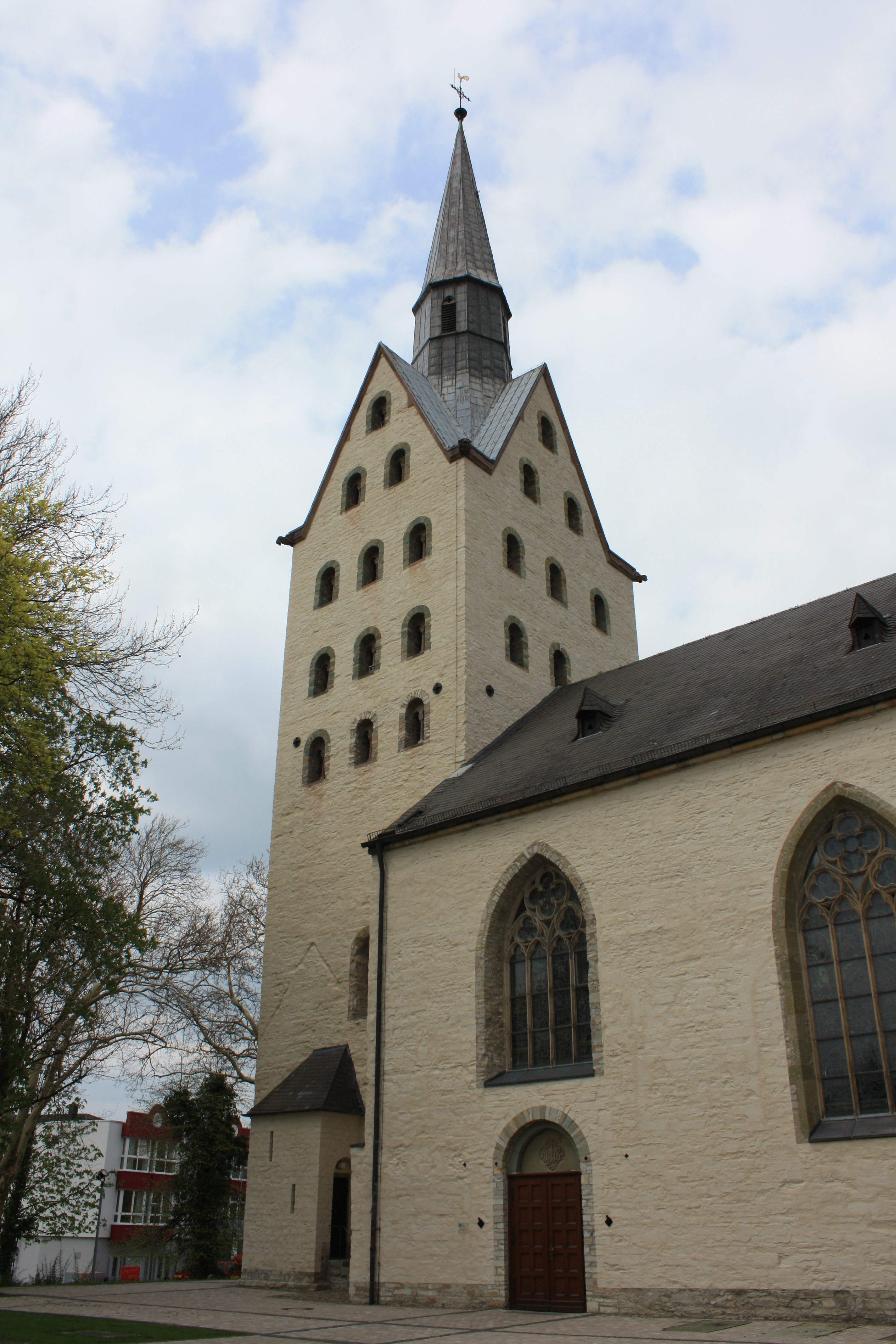
St. Cyriakus, ehemals Frauenstift Geseke

- Die Kirchen Pfarrkirche St. Petri, Pfarrkirche St. Cyriakus, Klosterkirche St. Johannes Baptist (Geseke) und Marienkirche St. Marien.
- Das Alte Rathaus wurde 1893 allein mit Bürgermitteln errichtet. Es beherbergt heute Sitzungssäle und das Standesamt.

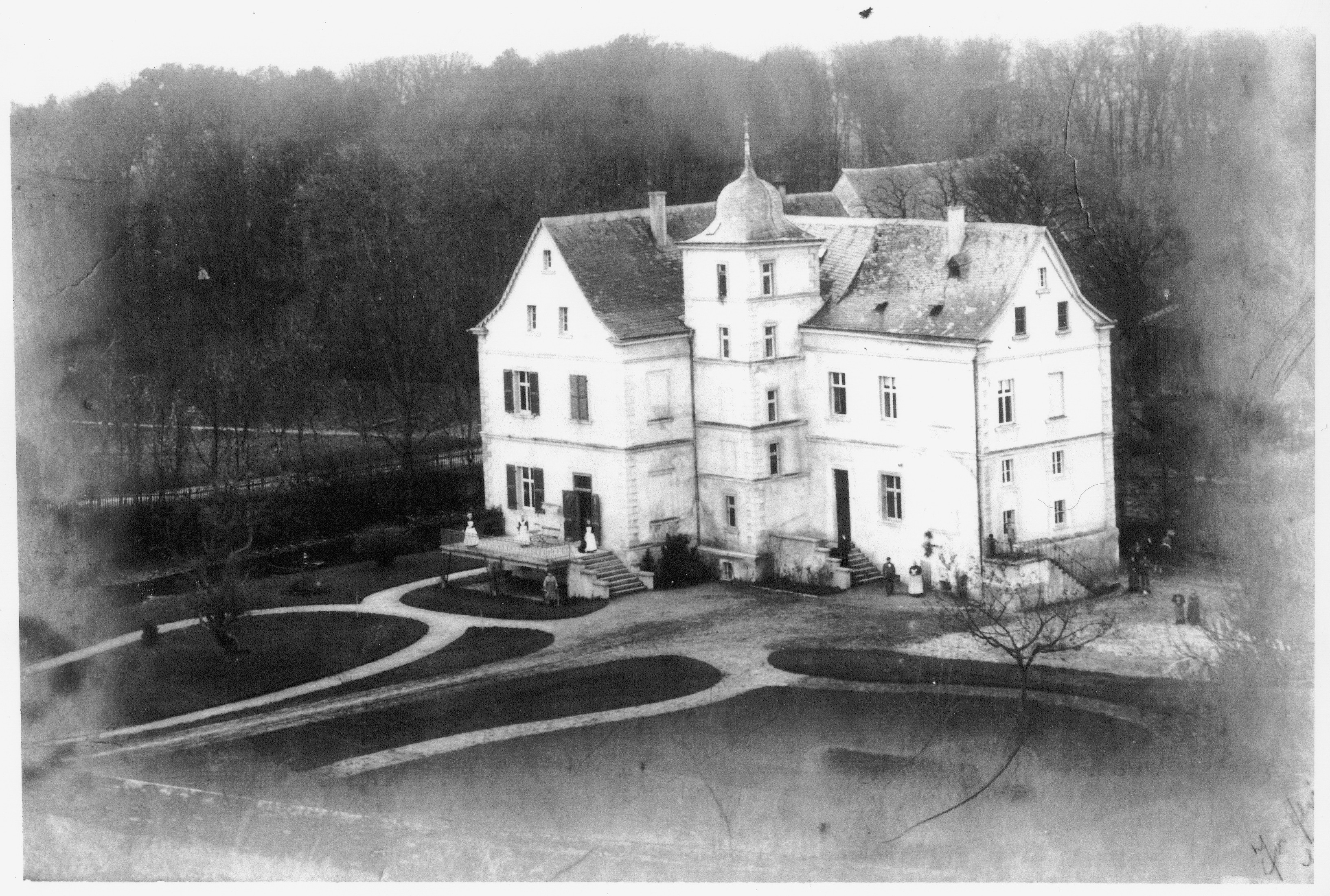
Das Schloss von Störmede um 1900

- Schlossruine Störmede. In Störmede stand im Mittelalter eine Burg, die Sitz der Adelshäuser von Hörde, von Bocholtz und von Korff war, die mit dem zugehörigen Gut an Graf Wilhelm von Bocholtz-Meschede weitervererbt wurde. Dieser verkaufte das Anwesen 1880 an den Gutsbesitzer Modersohn. 1885 wurde das Gut schließlich an den Freiherren Fritz von Ketteler-Harkotten und Schwarzenraben verkauft. Seit den 1970er Jahren war es im Besitz der Stadt Geseke, die es 2010 an die Familie Bröggelwirth verkaufte. Ab 2011 Wiederaufbau in veränderter Form als „Rittergut Störmede“.
- Schloss Eringerfeld, ein Barockschloss im Stadtteil Eringerfeld, wurde in den Jahren 1676–1699 durch die Domherren Johann Gottfried und Rhabanus Christoph von Hörde als Familienstiftung erbaut. Baumeister war Jobst Scheck aus Störmede und Architekt wahrscheinlich Ambrosius von Oelde.
- Der sogenannte Toholtenhof (eigentlich Gravenhof) ist als Herrenhaus ein schlichter Putzbau mit Krüppelwalmdach, der 1714 von dem Rentmeister Johannes Otto Fischer erbaut wurde. Das älteste Bauteil verwendete ist das integrierte Steinwerk, das wohl noch aus dem 16. Jahrhundert stammt.[22] Von den Wirtschaftsgebäuden blieb lediglich die einstige Remise erhalten. Der im 18. Jahrhundert errichtete Fachwerkbau wurde 1987/88 restauriert.
- Ehemaliger Zehnthof des Klosters Böddeken. Bereits 1443 wird in Geseke ein Haus des Klosters Böddeken erwähnt. Von der Hofanlage, zu der weitere, wohl in Fachwerk errichtete Gebäude gehörten, ist ein dreigeschossiger Wohnspeicher erhalten. 1509 heißt es über diesen: „Item dat huiß off steynkammer tho Gesike wort ouck dit jar angehauen tho bauwen.“[23] Im Jahr darauf fertiggestellt, gilt er als ältester profaner Massivbau der Stadt. Nachdem der Speicher zunächst beim Neubau des Gymnasiums abgebrochen werden sollte, wurde er 1974/75 umfassend restauriert.[24] Das jüngere Vorderhaus aus Fachwerk wurde jedoch beseitigt. Von 1984 bis 1998 als Stadtarchiv dienend, wird das Steinwerk vom Verein für Heimatkunde als Magazin genutzt. Außerdem finden in dem Gebäude Ausstellung und Vorträge statt.
- Wohnbauten. Obwohl Geseke – im Gegensatz zum nahen Soest – im Zweiten Weltkrieg weitgehend verschont blieb, verfügt die Stadt infolge zahlreicher Abbrüche und Sanierungsmaßnahmen über kein einheitliches und geschlossenes Ortsbild mehr. Die Straßen wurden früher von giebelständigen Fachwerk-Dielenhäusern geprägt, von denen sich insbesondere am Hellweg mehrere Beispiele erhalten haben. Noch vor 1600 dürften Hellweg 1 und Hellweg 40 entstanden sein. Aus dieser Zeit stammt im Kern wohl auch das 1734 bezeichnete Haus Hellweg 8.[25] Hellweg 23 konnte dendrochronologisch auf das Jahr 1459 datiert werden.[26] Ursprünglich eingeschossig, wurde es im 18. Jahrhundert aufgestockt und stark erneuert. Zu Beginn des Dreißigjährigen Krieges entstand Kleiner Hellweg 10, das 1618 bezeichnet ist.[27] Nach dem Dreißigjährigen Krieg wurden Hellweg 11 und Hellweg 22 (beide 1665) errichtet. Zu den stattlichsten Fachwerkbauten der Stadt zählt das 1664 für den Kaufmann Friedrich Dickmann erbaute Haus Hellweg 13. Es verfügt über ein zusätzliches Speichergeschoss und ist im hinteren Teil mit einem unterkellerten Saal ausgestattet. Im 19. Jahrhundert wurde das früher als „Haus zum groten Stein“ bezeichnete Gebäude stark umgebaut und die ehemals durch ein großes Tor erschlossene Diele durch den Einbau weiterer Stuben unterteilt.[28] 1951 von der Stadt erworben, dient es seit 1954 als Heimatmuseum. Besonders prächtig ist das mit Fächerrosetten verzierte Haus Marktplatz 1, das um 1550 erbaut worden sein dürfte.[29] Die am Torbalken angebrachte Inschrift „1545“ ist jedoch neueren Datums. – Darüber hinaus haben sich in der Innenstadt mehrere Steinwerke erhalten: Hinter dem 1665 entstandenen Fachwerkbau Hellweg Nr. 11 (ehemaliges Hotel Wilpers) befindet sich ein dreigeschossiges massives Hinterhaus, das laut Inschrift 1705 erneuert wurde.[30] Weitere Steinwerkreste findet man hinter der „Alten Ratsschänke“ am Marktplatz 6 und hinter dem einstigen Gasthaus Gödde bzw. Fachwerk, Hellweg 1.

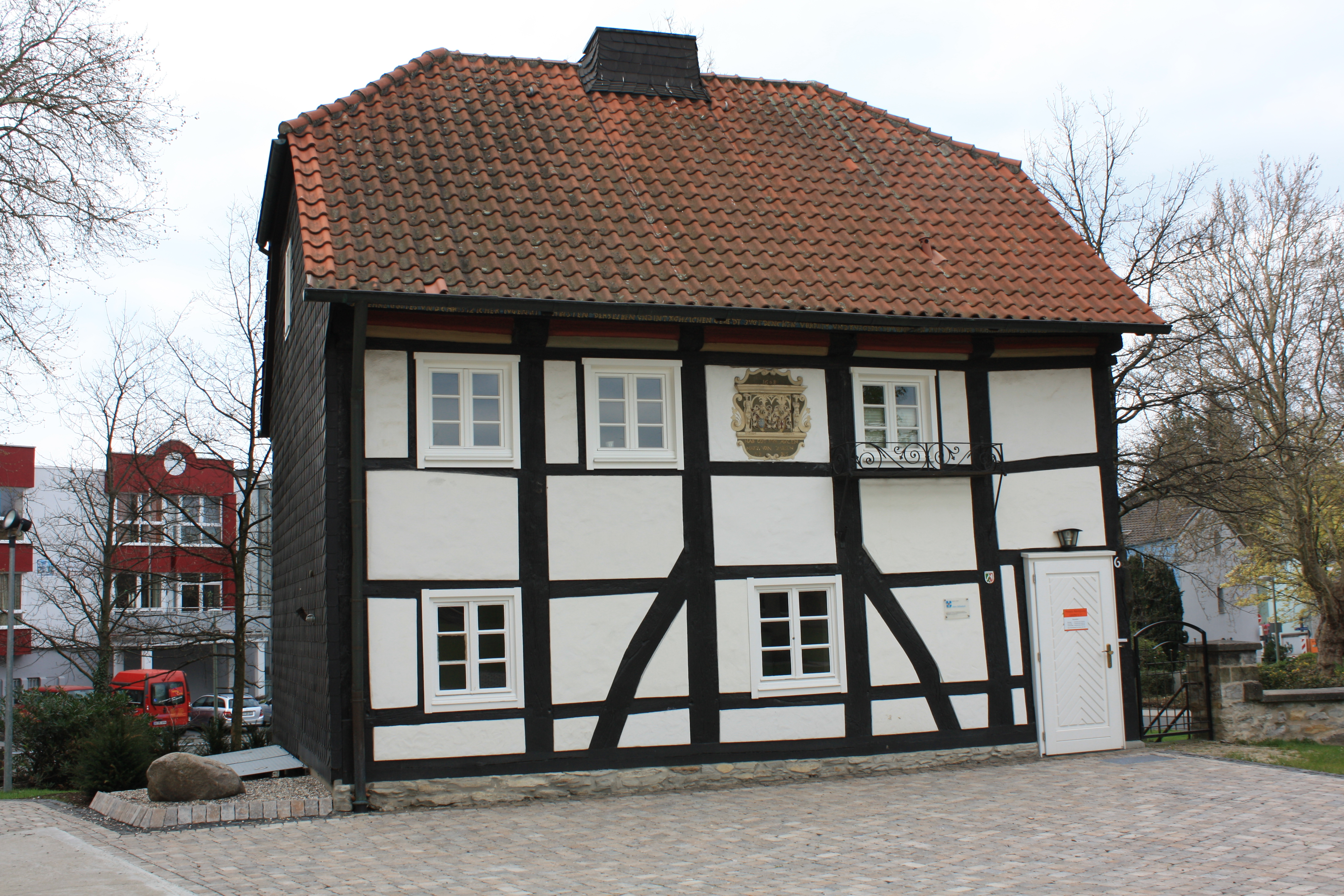
Stiftsschule

- Stiftsschule. Der unweit der Stiftskirche liegende Fachwerkbau mit Krüppelwalmdach entstand 1608. Am Außenbau ist das Wappen der Äbtissin Maria von Imbsen angebracht. Die Bauinschrift lautet ANNO DOMINI 1608 IST DISS SCHVLZGEBVWE VON DER EHRVRDIGEN IE DER IRDICHE UND DVGENTRIKEN MARIEN VON IMBSE DISSES RAISEERBE ADELICHEN GEBLVETS ABDISSINNEN ZVR EHRE GOTTES VND CHRISTLICHER IVGENOT ZVM BESTEN DERSELBEN VND IN TÄGLICHEN GEBEDT ZVGEDENCKEN VORERET VND AUFGERICHTET WORDEN AVS DEM ZVGEDENCKEN VORERET VND AUFGERICHTET WORDEN AVS DEM MVNDE DER IVNGEN KINDER VND SEVGLINGEN HAST DV DIR LOB ZUGERICHTET.
- Stadtbefestigung. Von den ehemals sechs Toren und 13 Türmen der im frühen 13. Jahrhundert angelegten und zu Beginn des 19. Jahrhunderts abgetragenen Stadtmauer ist nur noch der Stumpf des halbrunden Pulverturmes, auch Hexenturm genannt, vorhanden.[31] Der heute mit Bäumen bestandene Wall ist mit einer Länge von insgesamt rund drei Kilometern fast vollständig erhalten.

### Parks
In der Innenstadt um den Geseker Teich, dem Haus Thoholte und der Kirche St. Cyriakus gibt es eine kleine Parkanlage mit einem Spielplatz sowie einem Trainingsplatz mit festen Sportgeräten. Ein Wasserrad ersetzt die früheren Wasserfälle. Das Haus Thoholte wird als Café genutzt.

### Friedhöfe
In Geseke gibt es sechs Friedhöfe, jeweils einen in der Kernstadt an der Delbrücker Straße, in Ehringhausen, Störmede, Langeneicke, Mönninghausen. An der Ehringhauser Straße befindet sich ein jüdischer Friedhof, der allerdings nicht mehr für Bestattungen genutzt wird.

### Kino
Bis 1984 gab es am Hellweg in Geseke ein Kino. Seitdem muss für Kinobesuche nach Lippstadt oder Paderborn ausgewichen werden. Es gab in der Vergangenheit wiederholt Bemühungen, dieses Kino zu reaktivieren. Der Kinosaal existiert noch in seinem ursprünglichen Zustand.

### Regelmäßige Veranstaltungen
- Die Gösselkirmes mit dem Gösselmarkt, Frühlingsfestzug am Samstag mit zahlreichen Motivwagen, Kindergruppen und Musikkapellen und dem Hexenstadtlauf findet immer für vier Tage ab dem ersten Donnerstag im Mai statt. Den Abschluss bildet jeweils sonntags ein großes Feuerwerk.
- Weinfest am zweiten Juniwochenende.
- Hexenstadtfest im September.
- Weihnachtsmarkt am ersten Adventswochenende auf dem Marktplatz.
- Es finden regelmäßig Wallfahrten zum Gnadenbild „Maria Schuss“ statt.
- Schützenfest des Bürger-Schützenverein e. V. 1950 Geseke, jeweils zu Pfingsten.
- Das Schützenfest der St. Sebastianus Schützenbruderschaft 1412 e. V. jeweils am ersten Wochenende im Juli.

## Wirtschaft und Infrastruktur

### Verkehr

#### Straßenverkehr
Die wichtigste Verkehrsanbindung erhält Geseke durch die B 1, die die Stadt von Westen nach Osten durchzieht. Die B1 ist inzwischen im Stadtgebiet zurückgebaut, alle Kreuzungen sind durch Kreisverkehre ersetzt worden. Weiterhin besitzt Geseke im Süden der Stadt eine Anbindung an die A 44 von Dortmund nach Kassel (AS Geseke).

#### Busverkehr
Die Stadt verfügt über zwei Stadtbuslinien (Linie 690 Stadtverkehr in Geseke und 691 Geseke – Eringerfeld) und Regionalbuslinien nach Lippstadt (Linie R63 Geseke Bhf – Lippstadt über Störmede; Langeneicke; Ehringhausen; Dedinghausen und die R64 Geseke Bhf – Lippstadt über Bönninghausen; Mönninghausen; Garfeln; Esbeck), Paderborn (Linie 493) und Büren (Linie 465). Daneben gibt es noch vier nur im Schülerverkehr betriebene Buslinien (Linien 691, 693, 694 und 540). Betreiber der Linien sind BVO (Busverkehr Ostwestfalen-Lippe) und die BRS (Busverkehr Ruhr-Sieg).
Das Busangebot der regelmäßig verkehrenden Linien deckt jedoch nicht das gesamte Stadtgebiet ab. Teilweise müssen lange Fußwege in Kauf genommen werden, um eine Haltestelle zu erreichen.
Bis 2002 war der zentrale Treffpunkt der Bahnhofsvorplatz. Aufgrund beengter Verhältnisse auf diesem ist westlich des Bahnhofsgebäudes ein neuer, heller, mit viel Glas gestalteter Busbahnhof auf dem Gelände der ehemaligen Güterabfertigung entstanden.

#### Schienenverkehr

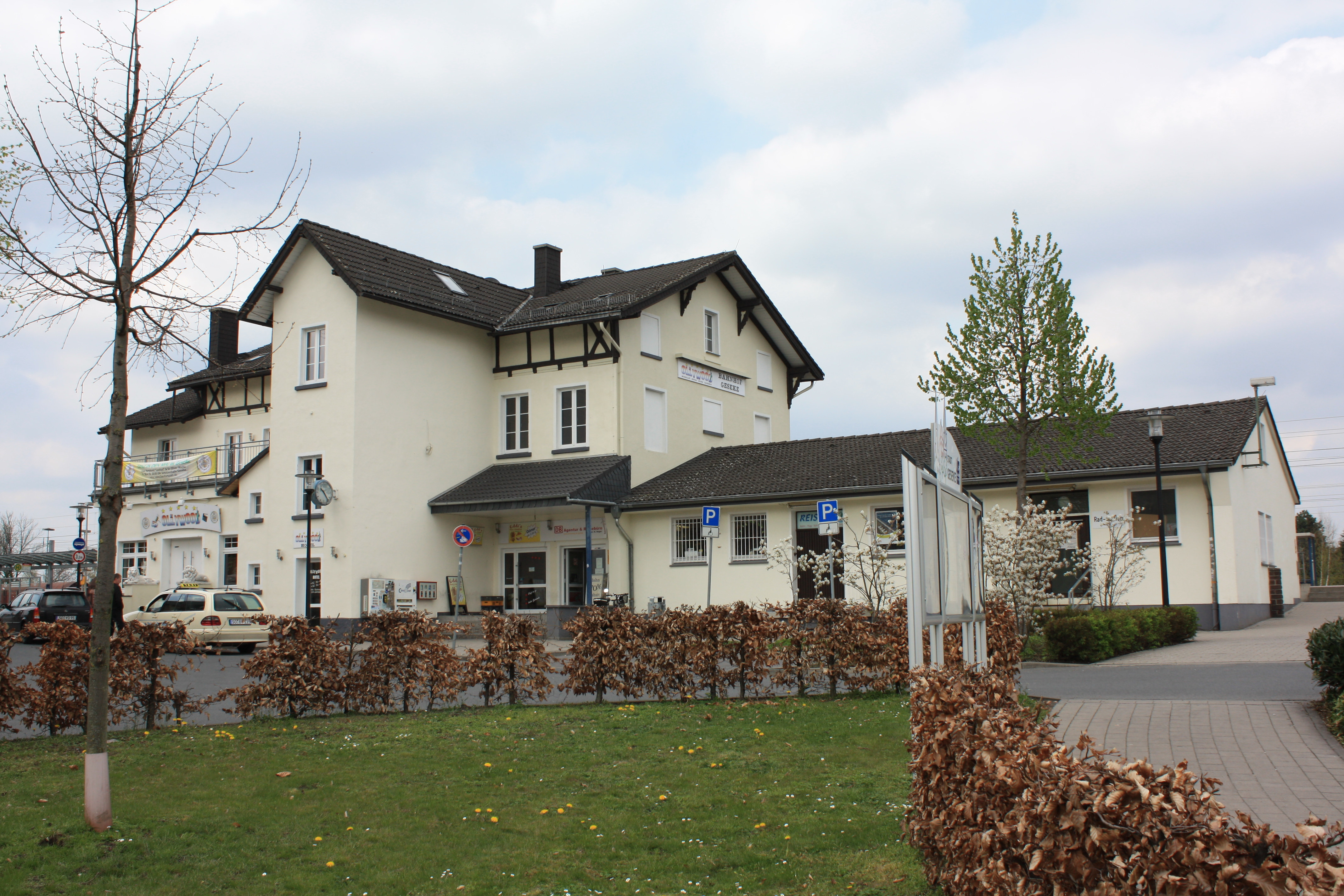
Bahnhof Geseke

Der Bahnhof Geseke liegt an der Bahnstrecke Hamm–Warburg. Er wird im Halbstundentakt von der Regionalbahn RB 89 bedient.
| Linie | Verlauf | Takt                                                                                        | Betreiber |
| ----- | --- | ------------------------------------------------------------------------------------------- | --------- |
| RB 89 | Ems-Börde-Bahn: Münster (Westf) Hbf – Münster-Hiltrup – Rinkerode – Drensteinfurt – Mersch (Westf) – Hamm-Bockum-Hövel – Hamm (Westf) Hbf – Welver – Borgeln – Soest – Bad Sassendorf – Lippstadt – Dedinghausen – Ehringhausen – Geseke – Salzkotten – Scharmede – Paderborn Hbf (– Altenbeken – Willebadessen – Warburg (Westf)) Stand: Fahrplanwechsel Dezember 2023 | 30 min 60 min (Münster–Hamm an Wochenenden/Feiertagen) eine Fahrt Sa/So (Paderborn–Warburg) | eurobahn  |

Ein weiterer Haltepunkt befindet sich im Stadtteil Ehringhausen.
Auf der 1900 eröffneten, ehemals nach Büren verlaufenden Bahnstrecke Geseke–Büren wurde der Personenverkehr 1952 eingestellt. Sie ist heute weitestgehend stillgelegt und führt nur noch zu den im Süden der Stadt liegenden Zementwerken und wird als Industriegleis von der WLE, der EGP und der WAB genutzt.
Für Bahnreisende bietet der Geseker Bahnhof zwei Bahnsteige: den Hausbahnsteig mit Gleis 1 in Fahrtrichtung Paderborn sowie den durch einen Fußgängertunnel erreichbaren überdachten Mittelbahnsteig mit Gleis 2 für Züge in Richtung Soest und dem Ausweichgleis 3. Barrierefrei ist zurzeit nur der Zugang zu Gleis 1 ausgebaut. Bis zu den Umbauarbeiten durch die Elektrifizierung der Hauptstrecke Ende der 1960er Jahre verlief am Hausbahnsteig 1 die direkte Strecke nach Büren entlang. Am Gleis 2 hielten die Züge in Richtung Paderborn, vom heute kaum genutzten Gleis 3 fuhren alle Züge in Richtung Soest ab. Mit Einstellung des Personenverkehrs nach Büren diente Gleis 1 als Ausweichgleis. Noch bis Anfang der 1970er Jahre gab es im Fahrplan einige Personenzüge, die in Geseke eingesetzt wurden oder hier endeten.
Im Zuge des Neubaus eines Busbahnhofs wurde 2002 das gesamte Bahnhofsareal neu gestaltet und mit großzügigen, überdachten Fahrradständern und Pendlerparkplätzen ausgestattet. Seit Anfang 2007 steht zudem eine Radstation in der ehemaligen Gepäckannahme zur Verfügung. Als einer der wenigen kleinen Bahnhöfe besitzt der Bahnhof auch noch einen Fahrkartenschalter einer DB-Agentur mit Reisebüro. Seit 2007 befindet sich im Hauptgebäude ein größerer gastronomischer Betrieb mit Musikbistro, Kneipe und Café.
Zuständig für die Organisation des Schienenverkehrs in der Region ist der Zweckverband SPNV Ruhr-Lippe. Seit dem 1. Januar 2008 bildet der ZRL zusammen mit den vier weiteren westfälischen Zweckverbänden den Zweckverband Nahverkehr Westfalen-Lippe (NWL) und übertrug ihm die SPNV-Aufgabenträgerschaft.

#### Luftverkehr
Der Flughafen Paderborn/Lippstadt liegt rund zehn Kilometer südlich der Stadt und etwa zwei Kilometer vom Ortsteil Ahden der Stadt Büren entfernt. Angeboten werden neben Flügen nach München vor allem Flüge in südliche Urlaubsgebiete.
Der Flughafen ist direkt über die B 1 und einem ausgeschilderten Flughafenzubringer sowie von der A 44 über die Abfahrt Büren erreichbar. Eine direkte Anbindung an den öffentlichen Nahverkehr besitzt der Flughafen nur von Paderborn und Büren aus (Schnellbuslinie 400). Von Geseke aus kann der Flughafen per Bus über einen vertakteten Umstieg in Büren erreicht werden.

#### Fahrradverkehr

Radeln nach Zahlen: Geseke Knotenpunkt 28

Durch das Gebiet der Stadt Geseke verlaufen die Fernradwege R6 (Dämmerwald bei Wesel nach Willebadessen) und R47 (Dümmersee nach Bad Laasphe) sowie die Themenrouten Hellweg-Route, Westfälische Salzroute, Radroute Steine und Mehr und die Zabel-Fernroute, benannt nach dem international erfolgreichen Radrennfahrer Erik Zabel.
Geseke ist in das landesweite Radverkehrsnetz NRW integriert, das alle Städte und Gemeinden des Landes mit einer einheitlichen Wegweisung verbindet. In den Landkreisen in Südwestfalen ist außerdem für 3300 km Radwege ein Knotenpunktsystem geschaffen worden. In Geseke zeigen an den Knotenpunkten 25 bis 28 Infotafeln mögliche Routen zu den jeweils nächsten Knotenpunkten an und liefern Informationen zu den Sehenswürdigkeiten im direkten Umfeld.
Auf örtlicher Ebene kann das gesamte Gebiet der Stadt Geseke durch mehrere ausgeschilderte Rundwege erfahren werden. Das Gelände und das Gebäude des Geseker Bahnhofs bieten sichere und geschützte Abstellmöglichkeiten für Fahrräder in ausreichender Zahl. Eine Ladestation für E-Bike steht im Ortsteil Langeneicke.

### Unternehmen
Insgesamt sind in Geseke eher mittelständische Unternehmen zu finden. Wichtige ansässige Unternehmen sind
- Sedus Systems, ein Hersteller für Büromöbel mit 175 Mitarbeitern (bis 31. Dezember 2007 Gesika Büromöbelwerk GmbH),
- Schonlau Werke, eine familiengeführte Kunden-Eisengießerei im Zentrum der Stadt
- Deutsche Industriebau ein Hersteller von Fertigteilhallen und Bürogebäuden mit einem Zweigwerk.
- Im Bereich der Zementindustrie die Firmen Heidelberg Materials mit dem Mahlwerk Elsa und dem Zementwerk Milke, Dyckerhoff mit dem Zementwerk Fortuna.
- Fertigungsbetriebe im Bereich Werkzeug-, Maschinenbau und Gusstechnik sind die Druckguss Westfalen und die Schonlau Werke, eine Maschinenfabrik und Eisengießerei mit 150 Mitarbeitern.
- Der Publicpress-Verlag produzierte und vertrieb von 1977 bis zu seiner Übernahme durch Freytag & Berndt im Februar 2020[32] Freizeitkarten (Erlebnisführer, Rad- und Wanderkarten) und zählte bundesweit zu den Marktführern der Branche.

### Medien
Bis 1974 erschien in Geseke die Geseker Zeitung als eigenständige Zeitung. Dann wurde die Zeitung durch die Lippstädter Zeitung Der Patriot übernommen. Seitdem erscheint der Patriot im Stadtgebiet von Geseke unter dem Namen „Geseker Zeitung“. Diese Zeitung enthält weiterhin einen Regionalteil für Geseke. 
Weiterhin erscheinen in Geseke die werbefinanzierten Wochenblätter Neue Regionale und aus Lippstadt der Wochentip.
Über Geseke berichten u. a. das Nachrichtenportal Feuerwehr-Geseke.de (seit 2001), Geseke-News.de (seit 2009) und NRplus.de (seit 2019). Letzteres gehört zum Zeitungsverlag Neue Regionale.

### Öffentliche Einrichtungen
- Polizeiwache. Nachdem 1993 die Geseker Polizeiwache im Zuge von Einsparungen geschlossen und Geseke seitdem von Lippstadt aus betreut wurde, wurde bereits wenige Jahre später wieder ein Bürgerbüro der Polizei in der Stadt eingerichtet, um den Bürgern eine Kontaktmöglichkeit zu geben. Dieses Büro war montags bis freitags für drei Stunden besetzt. Mittlerweile gibt es seit Februar 2007 wieder eine Polizeiwache in Geseke, die allerdings nur montags bis samstags von 6 bis 22 Uhr besetzt ist. In den anderen Zeiten wird Geseke nach wie vor von Lippstadt aus betreut.
- Freiwillige Feuerwehr mit den Einheiten in Geseke, Störmede, Langeneicke und Mönninghausen.
- Rettungswache. Stationiert sind an der Rettungswache Geseke ein Rettungswagen und zwei Krankentransportwagen. Bei Bedarf nimmt der RTW den Notarzt am Hospital zum heiligen Geist auf und fährt als Notarztwagen zum Einsatzort. Betreiber der Rettungswache ist der Kreis Soest
- Hospital „Zum heiligen Geist“. Dem schon 1374 gegründeten Hospital wurde Ende der neunziger Jahre des letzten Jahrhunderts seitens der Krankenkassen der Versorgungsauftrag gekündigt, was die Schließung des Krankenhauses bedeutet hätte. Nach gerichtlichen Auseinandersetzungen der Stadt mit den Krankenkassen besteht das Krankenhaus heute als Notfallklinik mit stark reduzierter Bettenzahl weiter. Die Fachabteilungen wurden auf das Wesentliche reduziert, und so gibt es heute nur noch Abteilungen für Innere Medizin und Kurzzeitchirurgie. Die Abteilungen für Geburtshilfe und Frauenheilkunde sowie für HNO wurden ebenso wie die Fachabteilung für Anästhesie geschlossen. Als zweites Standbein bietet das Krankenhaus im Bereich der Altenpflege mittlerweile Stationen für Kurzzeit- und stationäre Pflege an.
- Bücherei im Pfarrhaus am Marktplatz. Die Bücherei wird von den katholischen Kirchengemeinden St. Cyriakus, St. Petri und St. Marien betrieben und hat jeweils dienstags, mittwochs und donnerstags geöffnet.

### Bildung
- Alfred-Delp-Schule (Grundschule)
- Dietrich-Bonhoeffer-Schule (Realschule) (zum Schuljahresende 2017/2018 ausgelaufen)
- Edith-Stein Ganztagshauptschule (zum Schuljahresende 2017/2018 ausgelaufen)
- Fachseminar für Altenpflege
- Grundschule St. Marien
- Gymnasium Eringerfeld als staatlich anerkannte Ersatzschule in privater Trägerschaft des Regenbogen Bildungswerkstatt e. V.
- Realschule Eringerfeld, mit einem über die Stadtgrenzen hinausragenden Einzugsgebiet, da die Städte Anröchte, Büren, Erwitte, Salzkotten und Rüthen keine eigenen Realschulen haben. Staatlich anerkannte Ersatzschule in privater Trägerschaft des Regenbogen Bildungswerkstatt e. V.
- Gymnasium Antonianum, mit einem über die Stadtgrenzen hinausragenden Einzugsgebietes, da die Stadt Salzkotten kein eigenes Gymnasium hat
- Dr.-Adenauer-Schule (Grundschule)
- Pankratiusschule Störmede (Grundschule)
- Internat Eringerfeld in Trägerschaft des Fördervereins Privatgymnasium und -realschule Eringerfeld e. V.
- Sekundarschule Geseke (ab 2013)
- Städtische Musikschule
- Volkshochschule im Zweckverband der Städte Büren – Delbrück – Geseke – Hövelhof – Salzkotten – Bad Wünnenberg

## Persönlichkeiten

### Ehrenbürger
Ehrenbürger der Stadt Geseke
- Christian Backs, Pfarrer, Rektor i. R. (†)
- Bernhard Balkenhol, Pfarrer (†)[34]
- Friedrich Löhers, Ökonomierat (†)
- Reinhard Kardinal Marx (* 1953), Erzbischof von München und Freising (seit 2008)
- Ingrid Mickler-Becker (* 1942), Leichtathletin und Olympiasiegerin (seit 2008)

Ehrenringträger der Stadt Geseke
- Elisabeth Engels (seit 2006)
- Robert Henneken (†)
- Karl Berg (†)
- Hermann Hinteler (†)
- Friedrich Kleffmann (†)
- Edgar Lüüs (†)
- Leo Lüüs (†)
- Wilhelm Tegethoff (†)
- Altbürgermeister August Wiehe (†)

Ehrennadelträger der Stadt Geseke
- Peter Böhme
- Leonardo Catalano
- Dominique Cazier (aus der Partnerstadt Loos, Frankreich)
- Paulette Dupont (Loos)
- Hans Fichtner
- Heinrich Gabriel (†)
- Josef Gillejohann
- Marie-Claude Gödde (†) und Siegfried Gödde
- Thea Griebsch (†)
- Franz Grote
- Josef Gude
- Wilhelm Hanf
- Ingrid Heinrichsmeier
- Bernhard Holtkötter (†)
- Heinz Jackisch (†)
- Hubertus Kersting
- Christa Marx
- Eberhard Nagelmeier († 2020)
- Karl Petermeier
- Hermann Raker
- Georg Reining
- Daniel Rondelaere (Bürgermeister aus der Partnerstadt Loos)
- Winfried Schnieders
- Christa Schulte
- Josef Schulte (†)
- Heinz Siedhoff (†)
- Hans Simper
- Maria Sprink
- Thea Tschentscher (†)
- Maria Weiß (†)
- Bernhard Wieneke

### Söhne und Töchter der Stadt

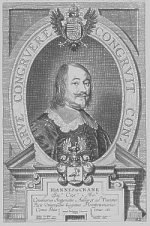
Johann Krane

- Thomas Bertels (* 1986), deutscher Fußballspieler
- Adolf Brockhoff (1919–1997), katholischer Priester
- Hans-Jürgen Bieling (* 1967), Politikwissenschaftler
- Christa Büker (* 1960), Professorin für Pflegewissenschaft an der Fachhochschule Bielefeld
- Ferdinand Fabra (1906–2007), deutscher Fußballtrainer
- Günter Fiedler (* 1949), seit 2013 Vizelandrat im Kreis Soest, Fraktionsvorsitzender der SPD im Zweckverband Nahverkehr Westfalen-Lippe, Bürgermeisterkandidat der SPD für die Kommunalwahl am 25. Mai 2014 und 13. September 2020
- Paul Gladbach (um 1667), Bildhauer
- Adam Grevenstein (?–vor dem 10. Oktober 1533), Generalvikar des Erzbistums Köln
- Bernhard von Hagen (?–1556), Priester und Generalvikar in Köln
- Cornelius Heine (* 1977), deutscher Dirigent und Pianist, Kapellmeister am Hessischen Staatstheater Wiesbaden
- Johann Hencke (1697–1766), bedeutender Orgelbauer in Österreich
- Caris Hermes (* 1991), Jazzmusikerin
- Friedrich Wilhelm Hesse (* 1948), Psychologe. Er ist Gründungsdirektor des Instituts für Wissensmedien (Knowledge Media Research Center) in Tübingen und seit 2012 Vizepräsident der Leibniz-Gemeinschaft
- Christian Kersting (* 1971), Professor der Rechtswissenschaft in Düsseldorf
- Wilhelm Freiherr von Ketteler (1906–1938), Diplomat
- Markus Klaer (1968–2020), Politiker (CDU)
- Anil Jacob Kunnel (* 1984), Regisseur, Filmproduzent und Autor
- Johann Krane (um 1595–1673), Reichshofrat des Heiligen Römischen Reiches. Als kaiserlicher Unterhändler unterzeichnete er den Osnabrücker Teil des Friedensvertrags von Münster/Osnabrück 1648
- Gotthard Lange (* 1967), Schauspieler
- Josef Lappe (1879–1944), Historiker (Erforschung der westfälischen Geschichte), Studienrat, Kommunalpolitiker
- Frida Levy, geb. Stern (1881–1942), war eine deutsche Bürger- und Frauenrechtlerin, die später in Essen gelebt hat. Sie ist im Ghetto in Riga umgekommen.
- Josef Linneweber (* 1924), ehemaliger deutscher Fußballspieler. Ein Einsatz 1952 Deutsche Fußballnationalmannschaft der Amateure.
- Gert van Loon (1465–nach 1521), deutscher Maler
- Josef Marx, gerufen „Jupp“ (1934–2008), war ein deutscher Fußballspieler, der im Jahr 1960 einmal in der deutschen Fußballnationalmannschaft zum Einsatz kam.
- Reinhard Kardinal Marx (* 1953), Erzbischof des Erzbistums München und Freising und von 2014 bis 2020 Vorsitzender der Deutschen Bischofskonferenz
- Jodocus Mattenklodt († 1698), Augustinerpater und ältester Geschichtsschreiber der Stadt
- Ingrid Mickler-Becker (* 1942), ehemalige deutsche Leichtathletin und Olympiasiegerin
- Eberhard Nagelmeier (1955–2020), Träger des Feuerwehr-Ehrenzeichens des Landes Nordrhein-Westfalen der Sonderstufe in Gold
- Conrad Orth ab Hagen (1523–1589), Jurist, Dekan und Rektor Universität zu Köln, Dechant und Kanonikus
- Konrad Orth (1521–1589), Präbendar der Universität und Domherr zu Köln, Neffe des Bernhard von Hagen
- Rudolf Pehle (1910–1972), deutscher Jurist und Senatspräsident beim Bundesgerichtshof
- Dominic Peitz (* 1984), deutscher Fußballspieler
- Hans Jürgen Rade (* 1964), Diözesanrichter am Erzbischöflichen Offizialat Paderborn, Domvikar
- Adelheit Runte (vor 1600–1618), Opfer der Hexenverfolgung in Geseke
- Nina Schmitz (* 1968), Fotokünstlerin und Filmemacherin
- Max Schüler (1849–1934), deutscher Porträtmaler der Düsseldorfer Schule
- Ludwig Schupmann (1851–1920), Professor für Architektur und Konstrukteur von Teleskopen
- Heinrich Schweitzer (1873–1927), renommierter Schreibmaschinenkonstrukteur. Entwickelte die Regina, Urania und die Rheinmetall
- Moritz Wallach (1879–1963), Kaufmann
- Gabriele Wilpers (* 1953), bildende Künstlerin
- Susanne Wilpers (* 1968), Psychologin und Hochschullehrerin

### Persönlichkeiten, die vor Ort gewirkt haben
- Franz Tonnelier (1813–1881), Landschaftsmaler
- Dettmar Cramer (1925–2015), war ein ehemaliger – weltbekannter – Fußballtrainer, der von 1947 bis 1948 Mannschaften des VFL Geseke trainierte.
- Aloys Feldmann (1897–1965), Mitbegründer der CDU in Nordrhein-Westfalen und Verfasser des ersten Entwurfs zur Gemeindeordnung NRW. Er war 1932 bis 1937 und 1945 bis 1954 Bürgermeister von Geseke.
- Clemens Fuest (* 1968) ist Professor für Volkswirtschaftslehre an der Ludwig-Maximilians-Universität München, Präsident des ifo Instituts und Mitglied des Wissenschaftlichen Beirates beim Bundesministerium der Finanzen. Schüler und Abitur am Gymnasium Antonianum Geseke.
- Karl-Josef von Ketteler (1934–2006), deutscher Heimatforscher, verbrachte die letzten Jahre seines Lebens in Störmede.
- Reinhard Loske (* 1959) ist ein deutscher Politiker (Bündnis 90/Die Grünen). Loske war von 1984 bis 1989 Mitglied im Rat der Stadt Geseke und hier Fraktionssprecher der Fraktion „Die Grünen“. Von 2007 bis 2011 Senator für Umwelt, Bau, Europa und Verkehr in der Freien Hansestadt Bremen.
- Karl-Heinz Wiesemann (* 1960), ist ein Bischof der römisch-katholischen Kirche und Bischof von Speyer. Von 1986 bis 1990 wirkte er als Vikar in Geseke.